# Kijów

Logotyp

Kijów (ukr. Київ, Kyjiw) – stolica i największe miasto Ukrainy (pod względem liczby ludności oraz powierzchni), leżące nad rzeką Dniepr.
Ma status miasta wydzielonego i jest ośrodkiem administracyjnym obwodu kijowskiego. Stanowi także największy ośrodek przemysłowy i kulturalno-naukowy kraju. Posiada rozwinięty przemysł maszynowy, lotniczy, optyczny, precyzyjny, elektrotechniczny i elektroniczny, stoczniowy, chemiczny, lekki, spożywczy i materiałów budowlanych. Miasto jest także ważnym węzłem kolejowym i drogowym. Obsługiwane jest przez dwa międzynarodowe porty lotnicze (Boryspol i Żulany). Znajdują się tu także port rzeczny oraz sieć metra. W Kijowie działa około 20 szkół wyższych (m.in. Uniwersytet im. Tarasa Szewczenki, Akademia Kijowsko-Mohylańska, Narodowy Uniwersytet Techniczny i Narodowa Akademia Muzyczna), mieści się tu również siedziba Akademii Nauk Ukrainy. Do instytucji kultury zaliczają się m.in. Opera Narodowa im. Tarasa Szewczenki, Narodowy Teatr Dramatyczny im. Iwana Franki, Ukraiński Teatr Dramatyczny im. Łesi Ukrainki, Filharmonia Narodowa Ukrainy oraz liczne muzea.
Od IX wieku stolica Rusi Kijowskiej, a po jej rozpadzie – siedziba Księstwa Kijowskiego. Od 1363 w granicach Wielkiego Księstwa Litewskiego. Od 1471 siedziba województwa kijowskiego, a od 1569 miasto królewskie Korony Królestwa Polskiego. Od 1667 pod władzą Rosji. W latach 1918–1920 stolica Ukraińskiej Republiki Ludowej, w latach 1921–1991 miasto w Ukraińskiej SRR (od 1934 jej stolica). Od 1991 stolica niepodległej Ukrainy.
Według danych z 1 stycznia 2022, liczba mieszkańców miasta wynosi 2 952 301 osób.

## Nazwa
Historyczne nazwy:
- W II połowie IV wieku mogło istnieć w rejonie obecnego Kijowa prawdopodobne „państwo” Boza stanowiące silną organizację plemienną Antów. Byli oni związkiem plemiennym zorganizowanym w IV w. przez króla Gotów Hermanaryka. Antowie toczyli kilkunastoletnią wojnę z Gotami, którym ostatecznie ulegli. Jordanes podaje nawet imiona króla gockiego, Winitara, i wodza Antów, Boza, przez gockiego kronikarza tytułowanego „królem”. Boz został pokonany przez króla Ostrogotów Winitara, a następnie ukrzyżowany wraz z synami i licznymi możnymi[4]. (zob. kultura kijowska)
- Kuar VI–VII w. – Zenobi Glaki, ormiański historyk[5]
- Kaenuogardia IX w., sagi normańskie[6]
- Könugard, Känugard, Chunigard lub Känu-gard, Känugard 868, Włodzimierz z Känugardu 997 – sagi islandzkie IX/X w. (ok. 861 na średnim Dnieprze w Kijowie wtedy ziemia Polan (według Nestora), ale w jęz. ałtyjskim słowo pol’an oznacza – lud, ziemia ta nazywała się Chazarią, a po podboju tego kraju przez Normanów nową Gardariki[7])
- Kijoaba Sabatas „Kijów zębaty” – Konstantyn VII Porfirogeneta X w.[8]
- Kujaba, Kuj-Aba, Kildare – źródła arabskie al-Istachriego i Ibn Hauqala IX/X w.
- Känugard 1050 Iziesław
- Kyjev, koniec XI w. (Kijów – Drewlan powstanie chłopskie z 1113) – kronika Nestora[9]
- Mankirmen, Magraman XIII-XIV w., bulle papieskie[10]
- Kijów-Padół – XV/XVI w., nadanie praw miejskich Padołowi w 1497

Według różnych interpretacji nazwa miasta może pochodzić od prasłowiańskiego kujь, kujati, „wicher” i „teren równinny, wydmowy, narażony na silne podmuchy wiatru” (jednak Kijów położony jest na wzgórzach, a nie równinie); pierwotnie Kujava (porównaj polskie Kujawy oraz krainę i nazwę miejscową na Zaodrzu lechickim – Kujava z XII wieku). Słowiańskie osady na -ov (Kijów, Kraków, Tarnów) były pierwotnie pochodzenia topograficznego, nie patronimicznego; średniowieczni kronikarze rzekomych eponimów dorabiali od nazwy miejscowości, stąd Kij, podobnie Krak u Kadłubka i Krok u Kosmasa (od Krakowa), czy Libusza (od Libuszyna).
Najbardziej rozpowszechnioną angielską nazwą Kijowa jest Kiev. Opiera się ona jednak na języku rosyjskim, w związku z czym ukraińskie instytucje jako nazwę „dla języków obcych” zalecają formę Kyiv.
2 października 2018 Ministerstwo Spraw Zagranicznych Ukrainy oraz Centrum Komunikacji Straegicznych „StratCom Ukraine”, zainicjowały kampanię KyivNotKiev, mająca na celu promocję wyłącznego stosowania anglojęzycznej transliteracji Kyiv (z ukr. Київ) zamiast Kiev (z ros. Киев) jako nazwy stolicy Ukrainy.

## Historia

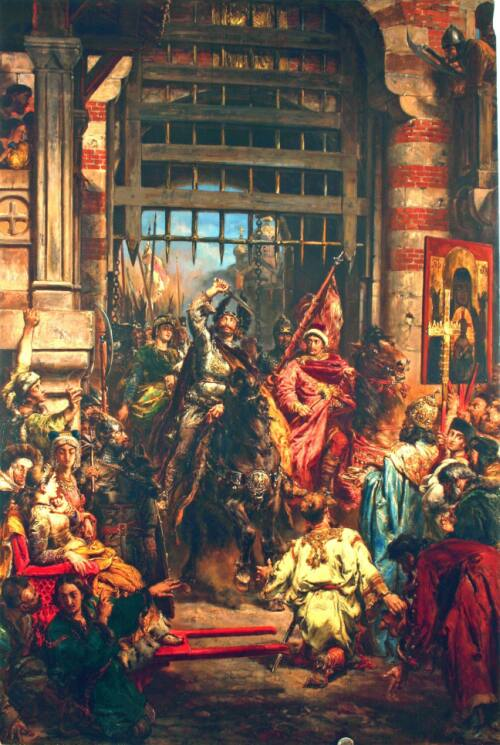
Bolesław Chrobry wkracza do Kijowa w czasie wyprawy w 1018 r. (obraz Jana Matejki)

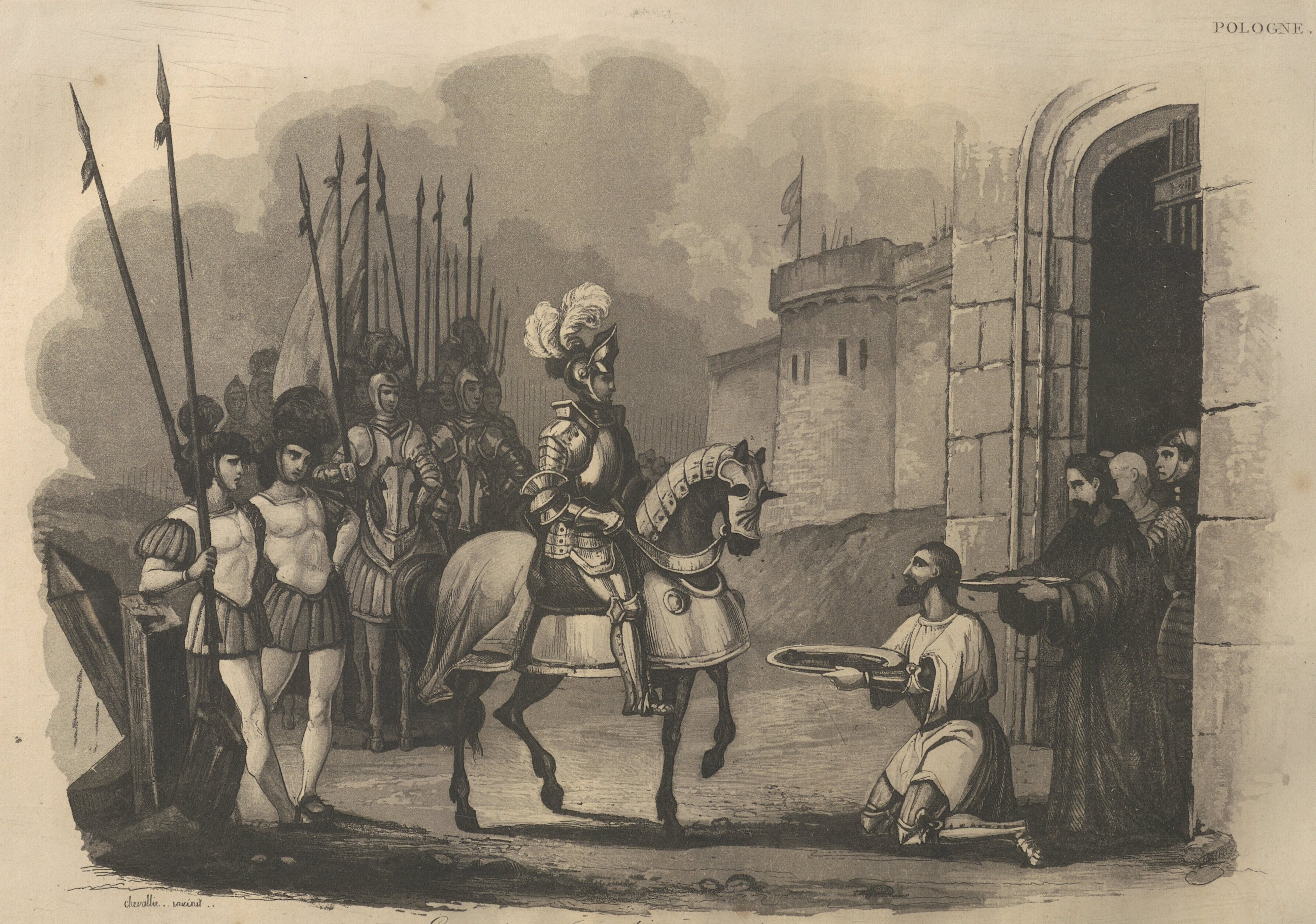
Wielki książę litewski Giedymin wyzwala Kijów z jarzma tatarskiego w 1321 r. (rycina z XIX w.)

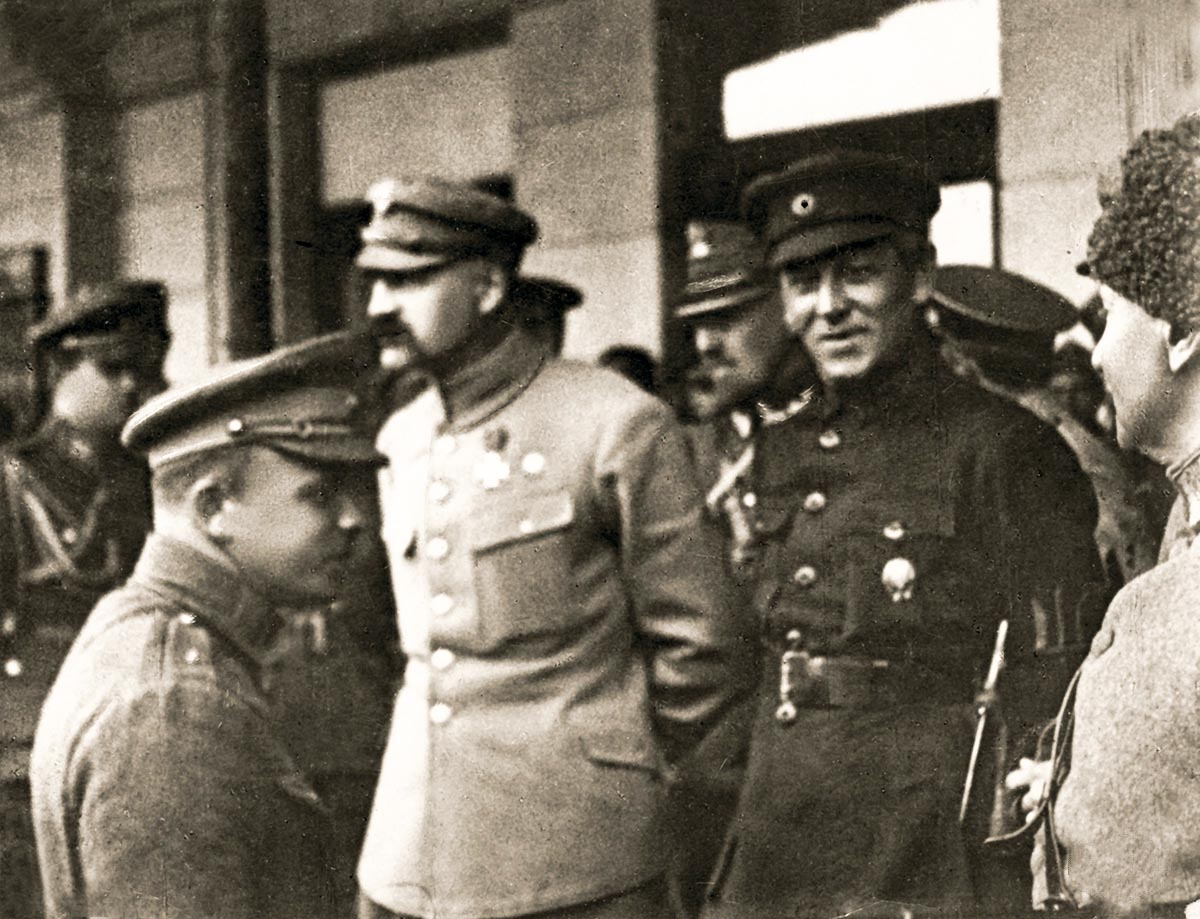
Józef Piłsudski i Symon Petlura w Kijowie w czasie wyprawy w 1920 r.

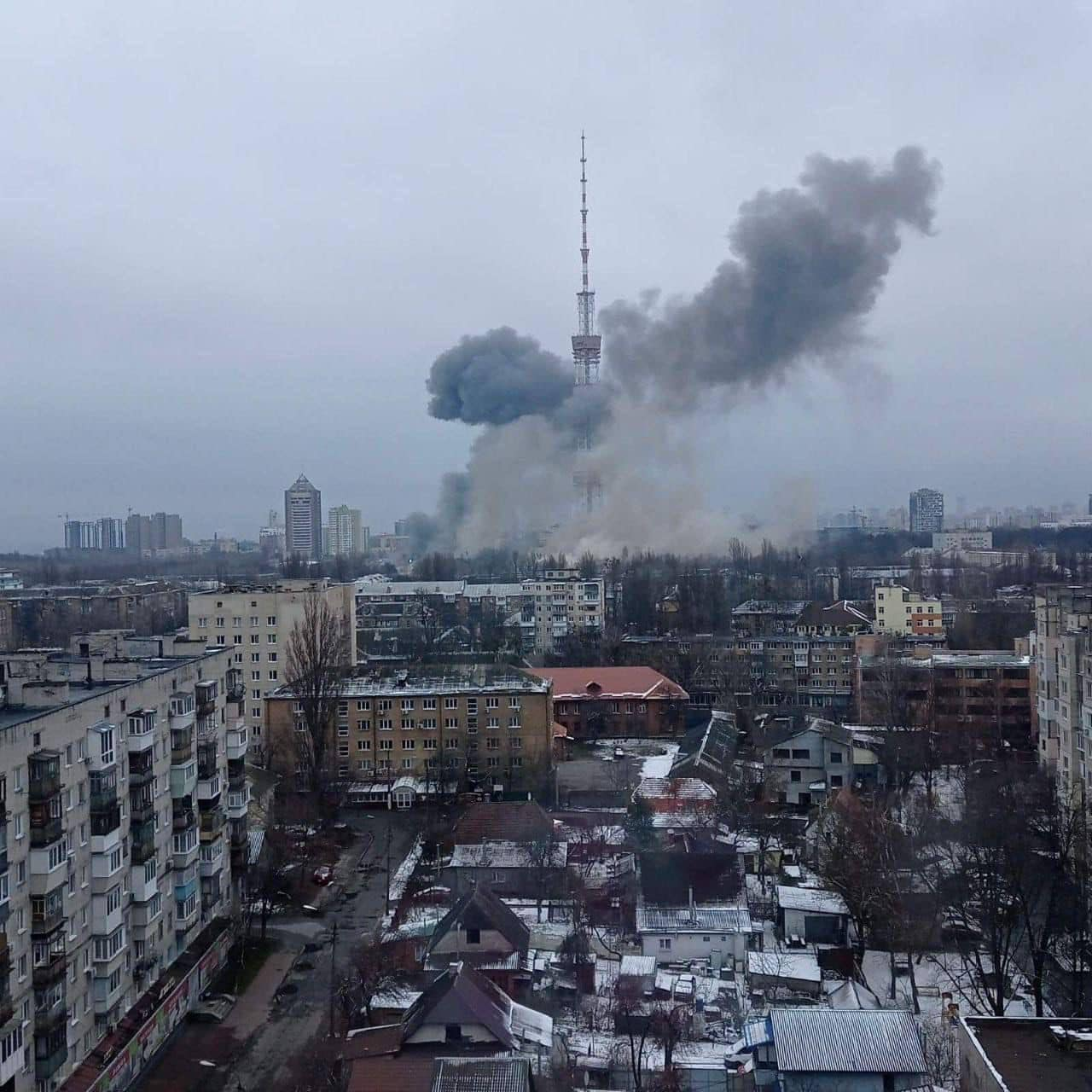
Bombardowanie Kijowa przez wojska rosyjskie w czasie bitwy o Kijów (luty 2022)

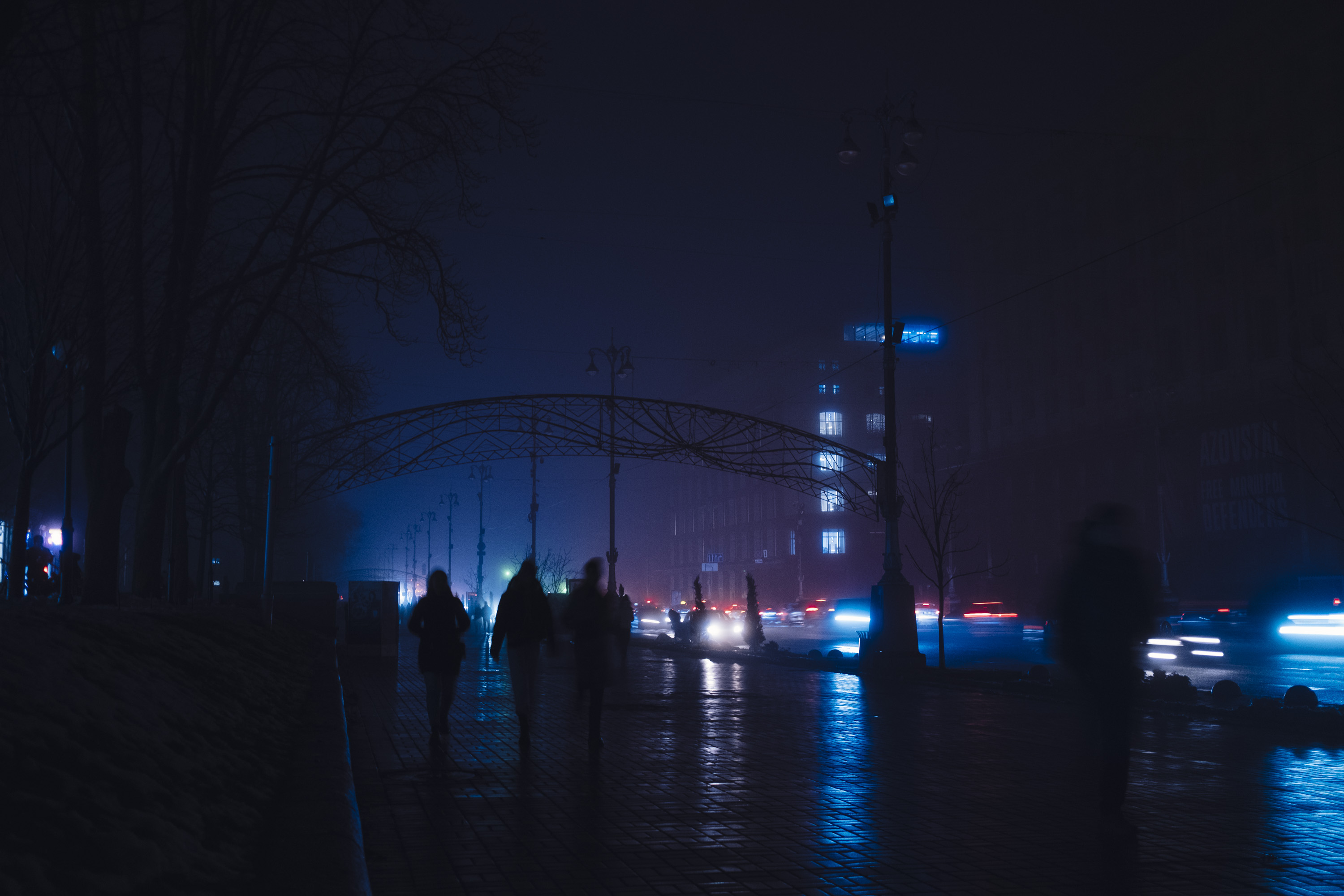
Ulica Chreszczatyk w Kijowie podczas planowych wyłączeń prądu (grudzień 2022)

Kijów został założony na początku V wieku jako placówka handlowa. W okresie największego rozkwitu Kaganatu Chazarskiego w VIII wieku kaganowi chazarskiemu trybut płaciło 25 plemion i księstw, w tym być może władca Kijowa (Kuaru). Po utworzeniu w IX wieku rzecznego szlaku handlowego od Waregów do Greków łączącego Konstantynopol ze Skandynawią stał się jedną z jego głównych stacji. Od X wieku w Kijowie szlak rzeczny łączył się z lądowym transkontynentalnym szlakiem radanitów (ar-Radanija) wiodącym z hiszpańskiej Andaluzji do środkowej Azji. Wówczas stał się jednym z najbogatszych miast w Europie.
Od IX do XI wieku, znany jako Kanugård, Chunigard lub Känu-gard, był centrum prowadzonego przez Waregów handlu na Rusi. Był jednocześnie głównym składem daniny ściąganej przez wikingów z plemion słowiańskich (862–1240).
W 882 r. Kijów został zdobyty przez wikińskiego władcę Olega Mądrego, który przeniósł do Kijowa swoją siedzibę. W 988 lub 989 miał miejsce w Kijowie chrzest Włodzimierza I Wielkiego, uznawany symbolicznie za chrzest Rusi. 14 sierpnia 1018 Bolesław I Chrobry zdobył Kijów podczas wyprawy kijowskiej.
Choć pod koniec IX wieku Kijów został stolicą Rusi Kijowskiej, jednak w 1169 stracił swoje znaczenie polityczne. W 1240 Gród Jarosława został najechany i zniszczony przez Tatarów, co spowodowało upadek dawnego miasta i początek okupacji mongolskiej.
W 1363 r. książę litewski Olgierd Giedyminowic włączył Kijów do Wielkiego Księstwa Litewskiego. Litwini pierwszy drewniany zamek zbudowali na Górze Zamkowej w latach 1370–1380. Od tego czasu zaczął się powolny rozwój położonej nad rzeką osady Padół, która przejęła rolę położonego wyżej dawnego Kijowa. Po 1387 r. do miasta wrócił zakon dominikanów, którzy rozpoczęli budowę drewnianej katedry katolickiej. W 1397 Kijów stał się siedzibą diecezji katolickiej.
W latach 1471 do 1569 stolica jednego z XI okręgów w składzie województwa kijowskiego Wielkiego Księstwa Litewskiego. Od 1569 do 1659 r. miasto było stolicą województwa kijowskiego, w składzie małopolskiej prowincji Korony Polskiej, w którym odbywały się sejmiki oraz sądy szlacheckie: ziemskie i grodzkie.
W 1494 r. wielki książę litewski Aleksander Jagiellończyk nadał miastu prawa magdeburskie. Miasto po unii lubelskiej w 1569 r. zostało włączone do Korony Polskiej i było miastem królewskim Rzeczypospolitej. Od tego momentu nastąpił dynamiczny rozwój miasta. W XVI wieku Padół stał się liczniejszy niż Wysokie Miasto i zachował dominującą rolę do XIX wieku.
W 1648 r. miasto zostało opanowane przez Kozaków Chmielnickiego, odzyskał je Janusz Radziwiłł w 1651 r., jednak sytuacja zmieniła się po ugodzie perejasławskiej, w której Bohdan Chmielnicki oddał ówczesną lewobrzeżną Ukrainę i Kijów carowi rosyjskiemu. Na mocy rozejmu andruszowskiego w 1667 r. Rzeczpospolita przyznała czasowo (na 2 lata) prawa Rosji do Kijowa, a w 1686 r. na mocy traktatu Grzymułtowskiego miasto zostało przyznane Carstwu Rosyjskiemu. Jednak kolejne sejmy polskie nie chciały ratyfikować traktatu, więc prawnie pozostawał on nieważny, aż do sejmu konwokacyjnego w 1764 r., gdy sejm zatwierdził zabór przez Rosję Zadnieprza. Jednak nie dotyczyło to samego Kijowa. Żaden z traktatów polsko-rosyjskich dotyczących miasta nie był nigdy ratyfikowany. Formalnie więc Kijów pozostawał miastem królewskim Korony aż do II rozbioru w 1793 r. (gdy zlikwidowano województwo kijowskie), a królowie polscy nosili tytuł „księcia kijowskiego” do samego końca Rzeczypospolitej.
W Kijowie podczas każdej z trzech fal pogromów antyżydowskich dochodziło do przemocy. Podczas pogromu w kwietniu 1881 napastnicy splądrowali około 1000 żydowskich domów i miejsc pracy. Doszło również do morderstw i gwałtów. W 1905, w następstwie rozruchów po ogłoszeniu przez cara Manifestu październikowego w dwudniowej fali przemocy zabito 47–100 Żydów, a ponad 300 zostało rannych. W październiku 1919, podczas wojny ukraińsko-radzieckiej i na fali pogromów antyżydowskich, białogwardziści rozpętali pogrom, w którym zamordowano 500–600 osób.
W 1918 r. miasto zostało czasowo zdobyte przez bolszewików, także w Kijowie ogłoszono stworzenie Ukraińskiej Republiki Ludowej i stoczono ciężkie boje z bolszewikami, w których brała udział 3. Armia Wojska Polskiego, która, w porozumieniu z atamanem Symonem Petlurą, wkroczyła do miasta 7 maja 1920 w czasie wyprawy kijowskiej. Bolszewicy ostatecznie zdobyli miasto w 1920 r. W 1934 r. do Kijowa przeniesiona została z Charkowa stolica Ukraińskiej SRR. W latach 30. XX wieku w Bykowni pod Kijowem NKWD zamordowało około 150 tysięcy osób. W 1941 r. Niemcy dokonali masakry kilkudziesięciu tysięcy kijowskich Żydów w Babim Jarze.
Po zniszczeniach II wojny światowej Kijów odzyskał znaczenie gospodarcze, stając się trzecim najważniejszym miastem Związku Radzieckiego. W 1986 100 km na północ od Kijowa doszło do katastrofy elektrowni jądrowej w Czarnobylu. Wiatr wiejący na północ nie sprowadził jednak skażenia nad miasto.
W 1965 r. Kijów otrzymał medal „Złota Gwiazda”, a także tytuł miasta-bohatera ZSRR. Oficjalne wręczenie nastąpiło 23 października 1965 w Pałacu Październikowy w centrum miasta.
W trakcie rozpadu Związku Radzieckiego 24 sierpnia 1991 ukraiński parlament ogłosił deklarację niepodległości Ukrainy, czyniąc Kijów stolicą państwa. W tym też roku został siedzibą katolickiej diecezji kijowsko-żytomierskiej obrządku łacińskiego.
W latach 2004–2005 Kijów był głównym miejscem wystąpień podczas pomarańczowej rewolucji, a od listopada 2013 do lutego 2014 plac Niepodległości był głównym miejscem Euromajdanu.
Po 24 lutego 2022 Kijów stał się jednym z głównych celów ataku prowadzonego w ramach inwazji Rosji na Ukrainę. Między 25 lutego a 2 kwietnia 2022 miała miejsce Bitwa o Kijów, zakończona zwycięstwem wojsk ukraińskich.

### Polacy w Kijowie
Do czasu odzyskania przez Polskę niepodległości w 1918 r. Kijów był jednym z najważniejszych ośrodków polskości na dawnych wschodnich ziemiach przedrozbiorowej Polski.
Polacy w Kijowie stanowili elitę społeczną i intelektualną. Na tamtejszym uniwersytecie kadrę naukową i studencką początkowo (po upadku powstania styczniowego) tworzyli m.in. Polacy. W roku akademickim 1838/39 studenci polscy stanowili 62,5% ogółu studentów. Dzielnicę Łypki zamieszkiwała arystokracja polska, obok rosyjskiej (tutaj znajdowały się posiadłości magnackie Potockich i Branickich), także na głównej ulicy Kreszczatik tętniło polskie życie społecznościowe (tutaj w 1920 wkroczyły polskie dywizje wojskowe, podczas tzw. wyprawy kijowskiej). Na tej głównej alei miasta mieściło się wiele prowadzonych przez Polaków nowoczesnych magazynów, renomowanych firm, zakładów rzemieślniczych. Podobnie było na sąsiednich ulicach: Funduklejewskiej, Luterańskiej, Puszkińskiej, Prorieznoj, Wielkiej Włodzimierskiej, Nikołajewskiej i innych. Życie teatralne opierało się niemal tylko na wędrownych polskich trupach. Centrum jednej z polskich dzielnic Kijowa była ulica Kościelna, przy której znajdował się katolicki kościół pw. św. Aleksandra. Odbyły się tam jedne z największych manifestacji w mieście młodzieży polskiej w przeddzień wybuchu powstania w 1863.
Na przełomie wieków XIX/XX rozpoczęła się budowa kolejnego kościoła katolickiego w mieście, według projektu polskiego arch. Władysława Horodeckiego – pw. św. Mikołaja (do lat 60. XIX wieku istniał również kościół w gmachu tutejszego Uniwersytetu). W tym okresie, na przełomie wieków, żyło w Kijowie ponad 35 000 Polaków (1900). Należeli oni do najbogatszych mieszkańców miasta, działało tutaj wiele filii i sklepów z Warszawy. W mieście największą księgarnią i jednocześnie magazynem książkowym z biblioteką były zabudowania na alei Kreszczatik Leona Idzikowskiego – księgarza i wydawcy, który wydał ponad 100 tłumaczeń oryginalnych dzieł polskich, a jego zbiory liczyły setki tysięcy książek. W latach 1860–1863 prezydentem Kijowa był Józef Zawadzki, założyciel Towarzystwa Polskiego w Kijowie. Poza tym w Kijowie działało wiele polskich zakładów przemysłowych, szkół prywatnych, pracowniczych, gimnazjów, siedzib gazet, teatrów, sklepów i firm, a także wydawnictw codziennych (np. gazeta Dziennik Kijowski, której nakład wynosił średnio około 5000 egzemplarzy; była prenumerowana zarówno w Kijowie i okolicy, jak również w Moskwie, Petersburgu i Warszawie). Na cmentarzu Bajkowa znajduje się szereg nagrobków Polaków związanych z Kijowem, a także polskich żołnierzy poległych w 1920 r. podczas wojny polsko-bolszewickiej.
Józef Ignacy Kraszewski tak opisywał swoją podróż do Kijowa w II poł. XIX wieku:

Na ulicach... polski język słychać co chwila; we wszystkich magazynach, sklepach, hotelach, restauracjach...; księgarnie polskie są tu ogromne; teatr, chodź przyjechał w środku lata, interesy robił dobre; firm polskich mnóstwo...; dzięki pracy i roztropności, dzięki zamożności i solidarności, stanowimy żywioł poważny.

Wkład społeczeństwa polskiego w życie miasta drastycznie był ograniczany po upadku powstania styczniowego. Polska społeczność miasta ostatecznie przestała odgrywać w nim znaczącą rolę i zeszła na stanowisko marginalne po odzyskaniu przez Polskę niepodległości, kiedy to większość tutejszego polskiego życia inteligenckiego, kulturalnego i przemysłowego przeniosła się w granice II Rzeczypospolitej.
W nocy z 7 na 8 kwietnia 1944 lotnictwo niemieckie zbombardowało leżącą na terenie Kijowa stację kolejową Darnica, przy której stacjonował 1 Samodzielny Dywizjon Artylerii Przeciwlotniczej pod dowództwem ppłk. Włodzimierza Sokołowskiego (Walki pod Darnicą). W wyniku bombardowania śmierć poniosło 2 oficerów, 19 podoficerów i 22 polskich szeregowców, których pochowano w kwaterze wojennej Cmentarza Darnickiego.
Obecnie w Kijowie mieszka około 7000 Polaków.

## Geografia

### Położenie
Kijów leży po obu stronach Dniepru – na zachodnim i wschodnim brzegu – na nizinach północnej Ukrainy, mniej więcej w połowie drogi między źródłem Dniepru w północno-zachodniej Rosji a jego ujściem do Morza Czarnego. Powierzchnia Kijowa wynosi 827 km², z czego jedynie około 50% jest zurbanizowana. Pozostały obszar zajmują zbiorniki wodne, gospodarstwa rolne oraz lasy mieszane typowe dla Europy. Średnia wysokość miasta to 179 m n.p.m.
Przez Kijów przepływa ponad 20 km Dniepru wraz z jego dopływami. Zachodni, pagórkowaty brzeg rzeki stanowi prawy brzeg, natomiast wschodni, niziny lewy brzeg.

### Klimat
Kijów znajduje się w strefie klimatu umiarkowanego kontynentalnego. Średnia temperatura stycznia wynosi −6 °C, przy czym okresowo występują odwilże. W czasie napływu mas powietrza z północy lub północnego wschodu mogą występować znaczne spadki temperatury; zanotowano absolutne minimum wynoszące −33 °C. Pokrywa śnieżna utrzymuje się zazwyczaj od połowy listopada do końca marca. Okres bezprzymrozkowy trwa średnio około 180 dni, choć w niektórych latach przekracza 200 dni. Lata są ciepłe, ze średnią temperaturą w lipcu wynoszącą 20 °C; maksymalna zanotowana temperatura osiągnęła 39 °C. Średnia roczna suma opadów wynosi 635 mm, z największym natężeniem opadów przypadającym na czerwiec i lipiec.

### Parki w Kijowie

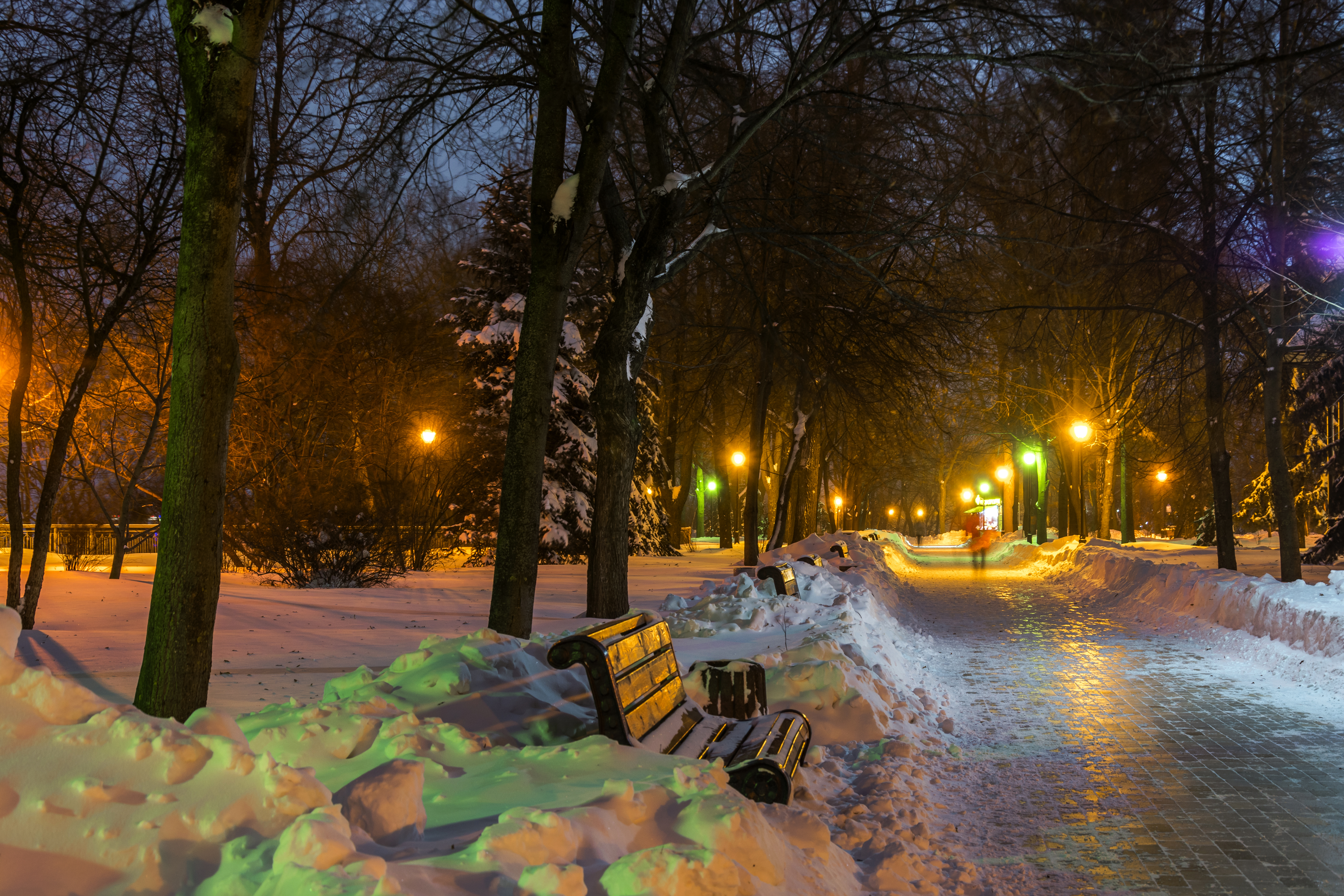
Chreszczatyj park zimą (2021)

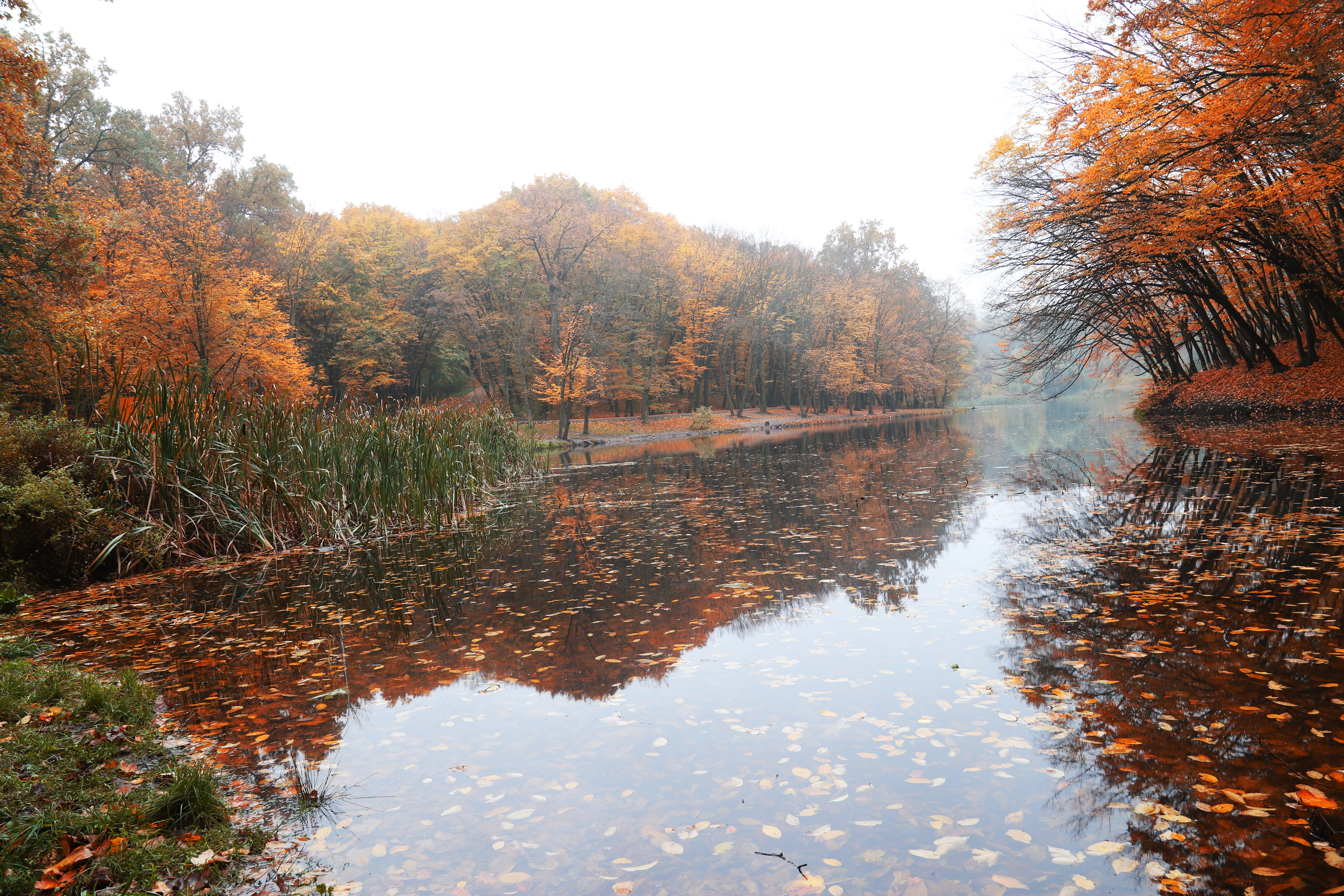
Jezioro na terenie Parku Narodowego „Hołosijiwski” (2017)

Kijów charakteryzuje się znaczną ilością terenów zielonych, które stanowią istotny element krajobrazu miasta oraz pełnią funkcje rekreacyjne, kulturowe i historyczne. W granicach administracyjnych miasta znajduje się kilkaset parków, skwerów, ogrodów oraz lasów miejskich. Najważniejsze z nich mają status parków kultury i wypoczynku lub obszarów chronionych. Do najbardziej znanych parków Kijowa należą:
- Wołodymyrśka hirka – park położony na prawym brzegu Dniepru, o powierzchni 10,6 ha[34]. Został założony w połowie XIX wieku i nosi nazwę od pomnika księcia Włodzimierza Wielkiego, jednego z najstarszych monumentów Kijowa (1853)[35]. Z parku roztacza się widok na lewy brzeg miasta oraz rzekę[36]. W 2019 park został połączony pieszym mostem z sąsiednim parkiem Chreszczatyj[37].

- Chreszczatyj park – najduje się w centralnej części miasta, w pobliżu Placu Europejskiego. Zajmuje powierzchnię 11,8 ha i zawiera liczne elementy architektury oraz rzeźby, w tym Łuk Wolności Narodu Ukraińskiego. Park pełni funkcje spacerowe oraz widokowe, a jego teren obejmuje m.in. Teatr Lalek i tarasy widokowe nad Dnieprem[38].

- Park Maryjski – park założony w 1874, położony w sąsiedztwie Pałacu Maryjskiego i budynku Rady Najwyższej Ukrainy. Ma charakter reprezentacyjny i historyczny. Zachował klasyczny układ alejek oraz starodrzew, a jego zabudowa obejmuje liczne pomniki i obiekty architektoniczne. Powierzchnia parku wynosi około 9 ha[39].
- Hidropark – krajobrazowo-rekreacyjny park miejski położony na wyspach Dniepru. Zaprojektowano go jako kompleks wypoczynkowo-wodny z licznymi plażami, atrakcjami wodnymi, przystaniami dla łodzi oraz terenami sportowo-rekreacyjnymi. Miejsce otwarto w 1968[40].

- Park Wiecznej Chwały – park o charakterze pamięci narodowej, usytuowany na wschodnich zboczach Dniepru. Zajmuje powierzchnię 4,5 ha. Znajdują się tu: Pomnik Wiecznej Chwały, Grób Nieznanego Żołnierza, Aleja Miast Bohaterów oraz Narodowy Memoriał Ofiar Wielkiego Głodu. Park odgrywa istotną rolę w obchodach świąt państwowych[41].

- Park Narodowy „Hołosijiwski” – jeden z największych miejskich parków narodowych w Europie, o powierzchni 4525 ha. Powstał w 2007 w obrębie dawnego lasu Hołosijiwskiego. Obejmuje tereny o dużym znaczeniu przyrodniczym i krajobrazowym, w tym zbiorniki wodne, rezerwaty leśne oraz historyczne obiekty sakralne, np. Monaster Świętej Trójcy[42].

- Ogród Botaniczny im. Aleksandra Fomina – założony w 1839 r., jeden z najstarszych ogrodów botanicznych w Ukrainie. Jego powierzchnia wynosi 22,5 ha. Znajduje się w pobliżu stacji metra Uniwersytet. Ogród posiada bogatą kolekcję roślin[43][44].

- Park im. Tarasa Szewczenki – zlokalizowany naprzeciwko Kijowskiego Uniwersytetu Narodowego im. Tarasa Szewczenki. Park ma charakter akademicki i kulturowy. Znajduje się tu pomnik Tarasa Szewczenki, otoczony symetrycznie zaplanowanymi alejkami, fontannami oraz licznymi ławkami[45]. Stanowi popularne miejsce wypoczynku dla studentów oraz mieszkańców śródmieścia[46].

## Demografia
Kijów jest największym miastem na Ukrainie i siódmym pod względem liczby ludności w Europie. Według danych z 2019 r. Kijów zamieszkiwało 2 967 360 osób.
| rok  | Ukraińcy             | Rosjanie            | Polacy            | Żydzi               | Niemcy       | Tatarzy krymscy | Białorusini      | Czesi i Słowacy | Łotysze     | Ormianie        | Azerowie        | Gruzini         | Mołdawianie     |
| ---- | -------------------- | ------------------- | ----------------- | ------------------- | ------------ | --------------- | ---------------- | --------------- | ----------- | --------------- | --------------- | --------------- | --------------- |
| 1874 | 38,6 tys. (31,43%)   | 58,2 tys. (47,42%)  | 7,9 tys. (6,41%)  | 12,9 tys. (10,53%)  |              |                 |                  |                 |             |                 |                 |                 |                 |
| 1897 | 55 064 (22,23%)      | 134 278 (54,20%)    | 16 579 (6,69%)    | 29 937 (12,08%)     | 4354 (1,78%) |                 | 2797 (1,13%)     | 945 (0,38%)     | 110 (0,04%) |                 |                 |                 |                 |
| 1919 | 128,7 tys. (23,64%)  | 232,1 tys. (42,65%) | 36,8 tys. (6,77%) | 114,5 tys. (21,07%) |              |                 |                  |                 |             |                 |                 |                 |                 |
| 1926 | 216 528 (42,29%)     | 125 514 (24,51%)    | 13 706 (2,68%)    | 140 256 (27,39%)    | 3554 (0,69%) |                 | 5436 (1,06%)     | 990 (0,19%)     | 805 (0,16%) | 638 (0,12%)     |                 |                 |                 |
| 1939 | 450 556 (53,21%)     | 139 495 (16,47%)    | 11 808 (1,39%)    | 224 236 (26,48%)    |              |                 |                  |                 |             |                 |                 |                 |                 |
| 1959 | 663,9 tys. (60,11%)  | 254,3 tys. (23,02%) | 8,5 tys. (0,77%)  | 153,5 tys. (13,90%) |              |                 |                  |                 |             |                 |                 |                 |                 |
| 1970 | 1056,9 tys. (64,76%) | 373,6 tys. (22,89%) | 9,7 tys. (0,59%)  | 152,0 tys. (9,31%)  |              |                 |                  |                 |             |                 |                 |                 |                 |
| 1979 | 1455,6 tys. (67,89%) | 474,4 tys. (22,13%) | 10,5 tys. (0,49%) | 132,2 tys. (6,17%)  |              |                 |                  |                 |             |                 |                 |                 |                 |
| 1989 | 1863,7 tys. (72,45%) | 536,7 tys. (20,87%) | 10,4 tys. (0,40%) | 100,6 tys. (3,91%)  |              | (0,1%)          | (1,0%)           |                 |             | (0,2%)          | (0,1%)          | (0,1%)          | (0,1%)          |
| 2001 | 2110,8 tys. (82,2%)  | 337,3 tys. (13,1%)  | 6,9 tys. (0,3%)   | 17,9 tys. (0,7%)    |              | 2,5 tys. (0,1%) | 16,5 tys. (0,6%) |                 |             | 4,9 tys. (0,2%) | 2,6 tys. (0,1%) | 2,4 tys. (0,1%) | 1,9 tys. (0,1%) |

## Podział administracyjny

Podział administracyjny Kijowa

Administracyjnie Kijów podzielony jest na dziesięć rejonów, z których każdy posiada własny samorząd. Najstarsze dzielnice miasta, w tym rejon szewczenkowski (Górne Miasto), Padół (Dolne Miasto) oraz Peczersk, zlokalizowane są na prawym brzegu. Lewy brzeg został zasiedlony w XX wieku; jego rozwój umożliwiły prace ziemne, takie jak nasypy piasku i budowa tam, mające na celu powiększenie powierzchni użytkowej.
Podział administracyjny miasta wygląda następująco:
- prawy brzeg Dniepru
  - rejon hołosijiwski
  - rejon peczerski
  - rejon podilski
  - rejon obołoński
  - rejon swiatoszyński
  - rejon sołomiański
  - rejon szewczenkowski
- lewy brzeg Dniepru
  - rejon darnycki
  - rejon desniański
  - rejon dniprowski

Kijów stanowi administracyjne centrum obwodu kijowskiego (28 131 km²), obejmującego 25 rejonów i 25 miast. Jednocześnie jest samodzielną jednostką miejską, niezależną od władz obwodu.

## Gospodarka

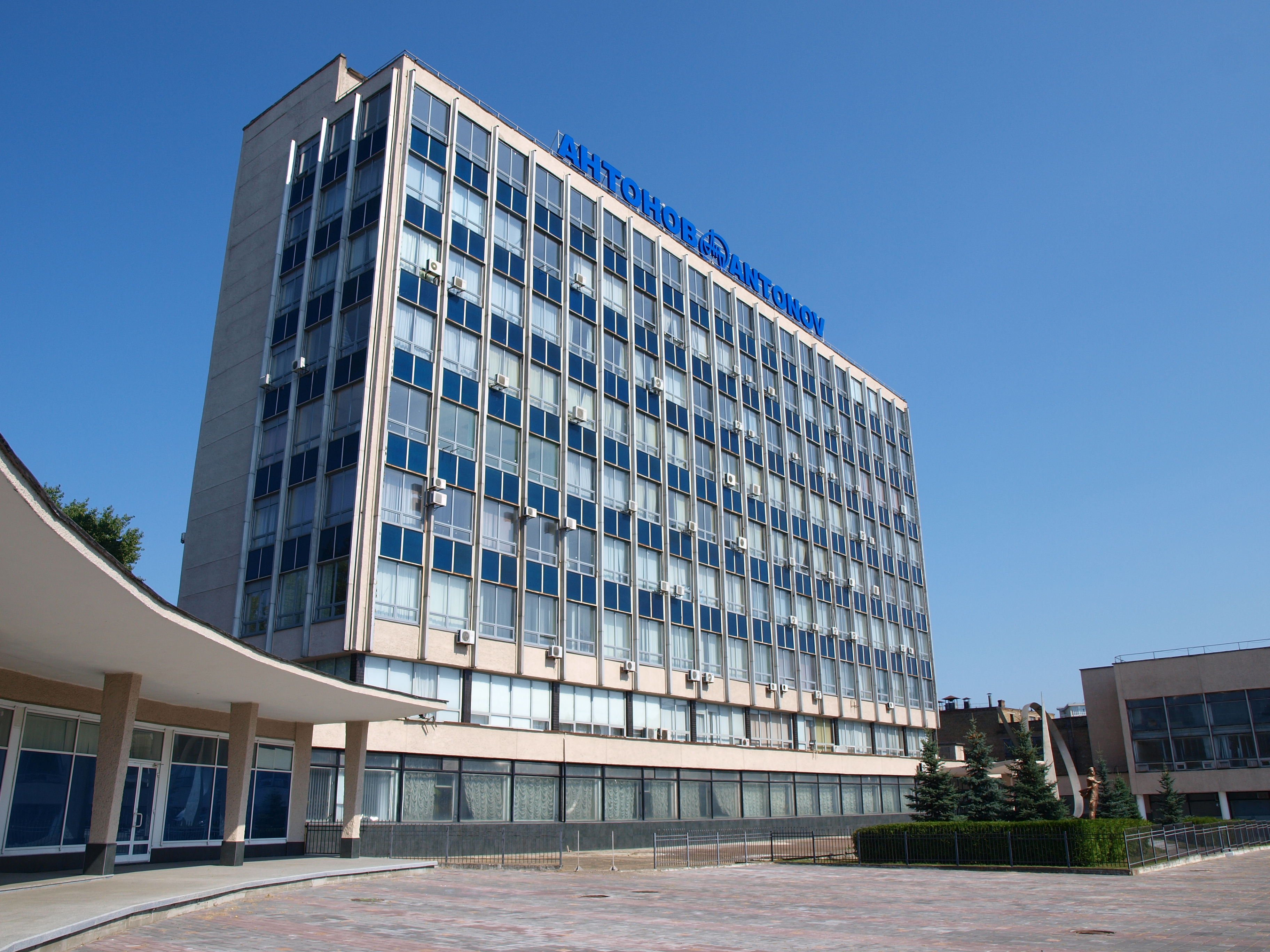
Główna siedziba Zakładu Lotniczego Antonow (2020)

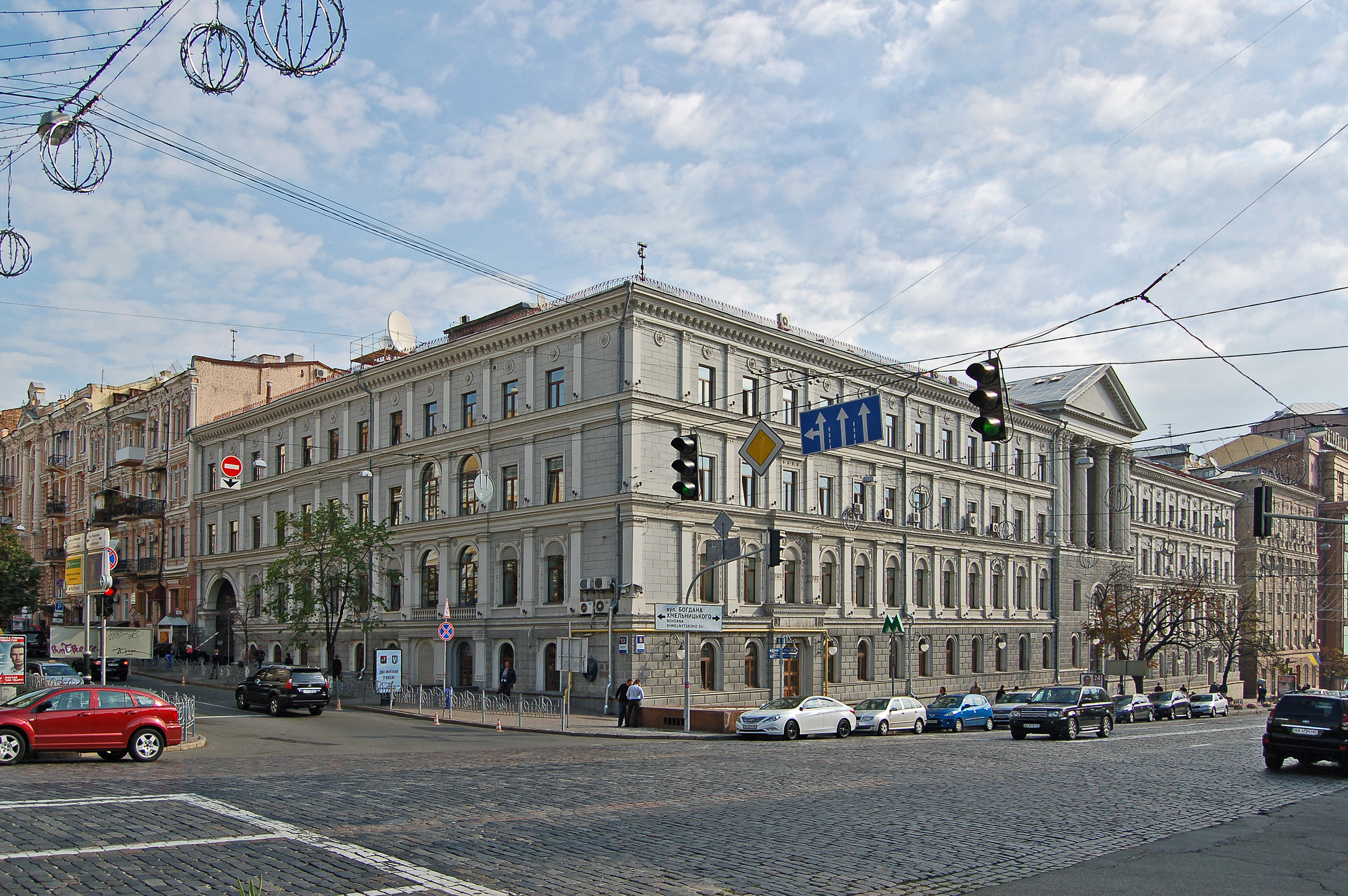
Główna siedziba Naftohaz Ukrainy (2012)

Kijów, jako stolica Ukrainy, stanowi centralny ośrodek administracyjny, kulturalny i naukowy państwa. Jest największym miastem w kraju pod względem liczby ludności i powierzchni oraz wykazuje najwyższy poziom aktywności gospodarczej. Na początku 2010 w mieście zarejestrowanych było około 238 tys. podmiotów gospodarczych, w 2023 było to już ponad 321 tys.
Miasto jest głównym centrum gospodarczym Ukrainy z silnie rozwiniętym i zróżnicowanym przemysłem. W mieście zlokalizowane są m.in. zakłady przemysłu: maszynowego, lotniczego (Zakład Lotniczy Antonow), optycznego, precyzyjnego, stoczniowego, elektrotechnicznego, elektronicznego, chemicznego, materiałów budowlanych, lekkiego i spożywczego.
W latach 2004–2008 gospodarka Kijowa rozwijała się w tempie wyższym niż średnia krajowa, osiągając średni roczny wzrost na poziomie 11,5%. W wyniku globalnego kryzysu finansowego w 2009 regionalny produkt brutto spadł o 13,5% w ujęciu realnym, jednak skala załamania była mniejsza niż w skali całego kraju.
Miasto charakteryzuje się zróżnicowaną strukturą gospodarczą, co przekłada się na relatywnie niską stopę bezrobocia – w latach 2005–2008 wynosiła ona średnio 3,75%, a w 2009 wzrosła do 7,1%, pozostając poniżej średniej krajowej (9,6%). W 2020 stopa bezrobocia wśród osób pow. 15 roku życia wynosiła 6,9%, dla całej Ukrainy natomiast 9,5%.
Na styczeń 2022 średnie miesięczne wynagrodzenie brutto w Kijowie wynosiło 21 347 hrywien (ok. 540 euro), a netto – 17 184 hrywien (ok. 430 euro).
Kijów pełni funkcję głównego ośrodka biznesowego i handlowego Ukrainy. W mieście mają siedzibę największe przedsiębiorstwa kraju, takie jak Naftohaz Ukrainy, Energorynok i Kyivstar. Kijów wyróżnia się także w zakresie nieruchomości komercyjnych, posiadając najwyższe biurowce w kraju (np. Guliwer, Parus Business Centre) oraz największe centra handlowe.

### Przemysł
Przemysł inżynieryjny, oparty na metalu pochodzącym z hut żelaza i stali w rejonie zakola Dniepru oraz z zagłębia węglowego Donbasu, zajmuje czołowe miejsce i obejmuje produkcję zaawansowanych maszyn oraz precyzyjnych narzędzi i przyrządów. Zakłady w Kijowie wytwarzają urządzenia dla przemysłu chemicznego, takie jak linie transportowe do kauczuku wulkanizowanego, linoleum i fabryk nawozów, a także maszyny do obróbki metalu. Inne produkty przemysłu inżynieryjnego to samoloty, windy hydrauliczne, przyrządy elektryczne, armatura, jednostki pływające rzeczne i morskie, motocykle oraz aparatura kinematograficzna.
Kolejnym ważnym sektorem jest przemysł chemiczny, produkujący wyroby z żywic, nawozy, tworzywa sztuczne i włókna chemiczne – ostatnie z nich powstają w zakładzie włókien wiskozowych na lewym brzegu w dzielnicy Darnycia. Dobrze rozwinięte są także tartaki oraz produkcja cegieł i prefabrykatów żelbetowych. Wśród dóbr konsumpcyjnych wytwarzanych w Kijowie znajdują się aparaty fotograficzne, termosy, dzianina, obuwie, różnorodne artykuły spożywcze oraz zegarki. Kijów jest również dużym ośrodkiem wydawniczym.
Zaopatrzenie licznych zakładów w energię zapewnia gaz ziemny przesyłany z Daszawy w zachodniej Ukrainie oraz energia elektryczna z kijowskiej elektrowni wodnej na Dnieprze. Elektrownia ta, ukończona w 1968, znajduje się w Wyszogrodzie, tuż powyżej miasta. Na południowy wschód od Kijowa znajduje się jeszcze potężniejsza Trypilska Elektrownia Cieplna, która jednak w 2024 została zniszczona przez siły rosyjskie.

## Transport
Kijów jest ważnym węzłem kolejowym i drogowym. Obsługiwany jest przez dwa międzynarodowe porty lotnicze (Boryspol i Żulany). Znajdują się tu także port rzeczny oraz sieć metra.
- dworzec Kyjiw-Pasażyrśkyj
- port lotniczy Kijów-Żulany
- port lotniczy Kijów-Boryspol
- metro w Kijowie
- tramwaje w Kijowie
- trolejbusy w Kijowie(inne języki)

## Kultura
Kijów jest głównym ośrodkiem życia kulturalnego Ukrainy. Jako stolica kraju, skupia najważniejsze instytucje kulturalne, a jego scena artystyczna łączy dziedzictwo historyczne z nowoczesnymi trendami. W mieście działają liczne teatry, opery, muzea i galerie sztuki.

### Muzea
Kijów to siedziba wielu muzeów narodowych, m.in. Narodowe Muzeum Historii Ukrainy, Narodowe Muzeum Sztuki Ukrainy czy Narodowe Muzeum Tarasa Szewczenki, które dokumentują bogate dziedzictwo kulturowe kraju. 

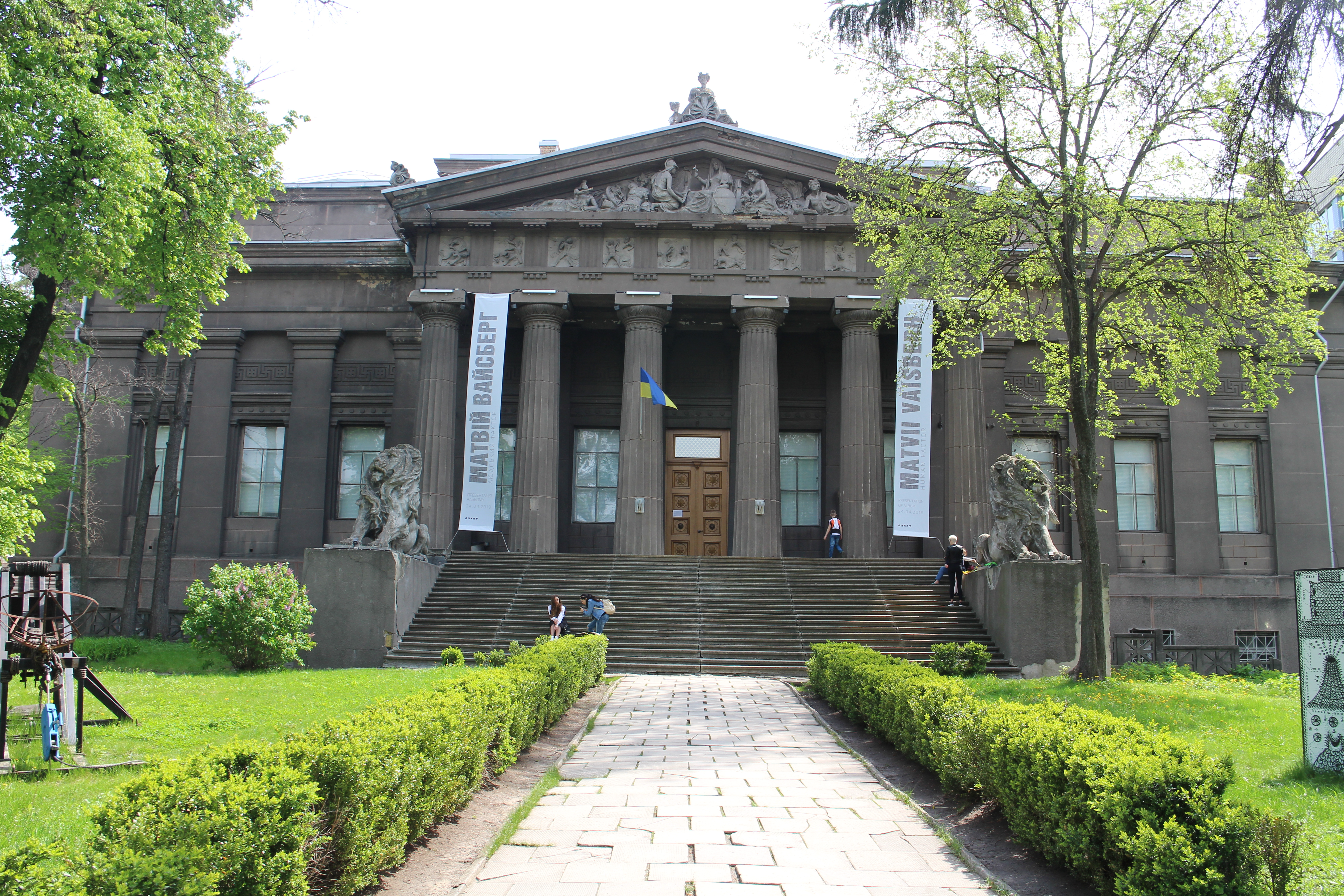
Główne wejście do Narodowego Muzeum Sztuki Ukrainy (2019)

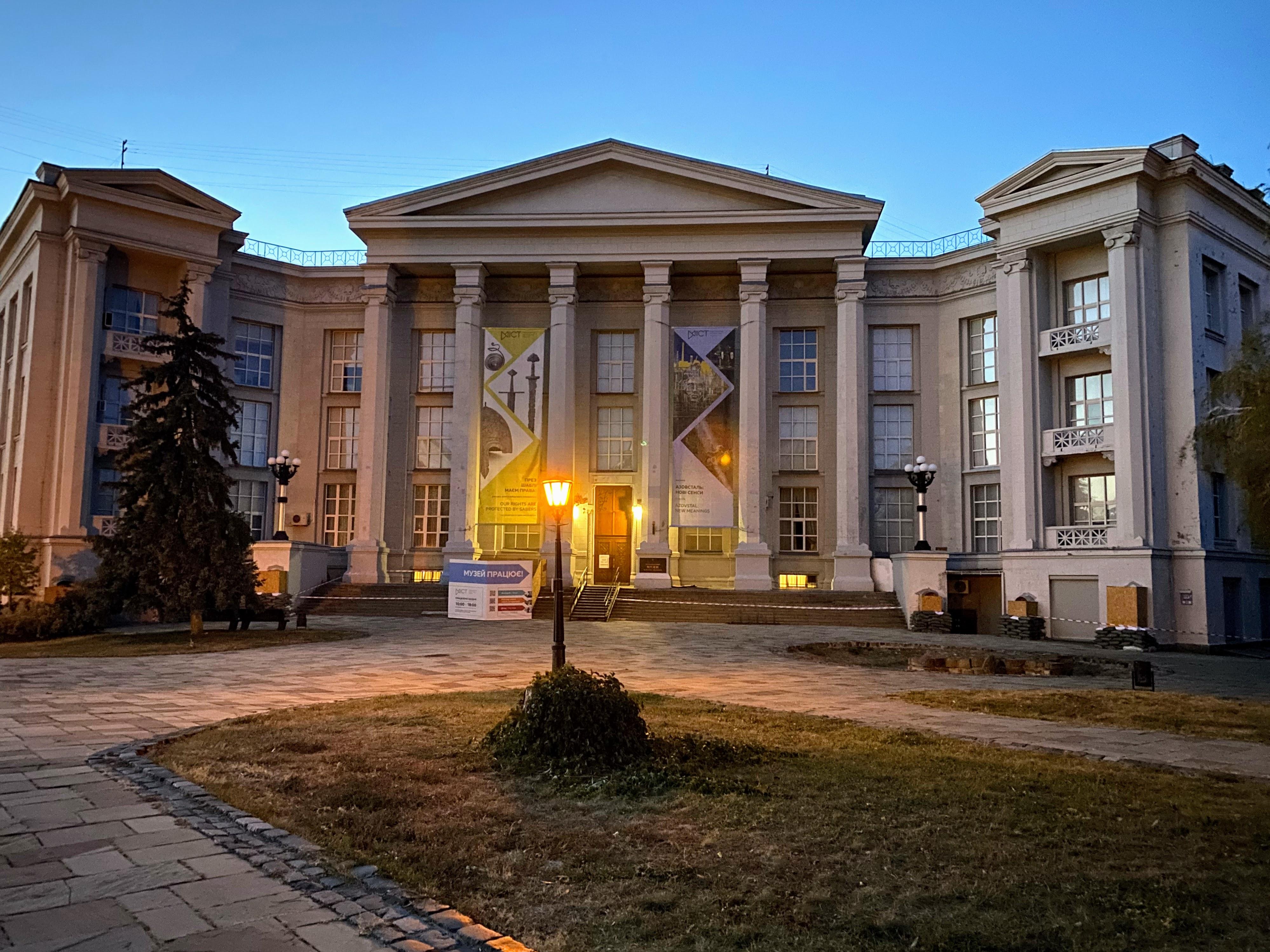
Budynek Narodowego Muzeum Historii Ukrainy (2023)

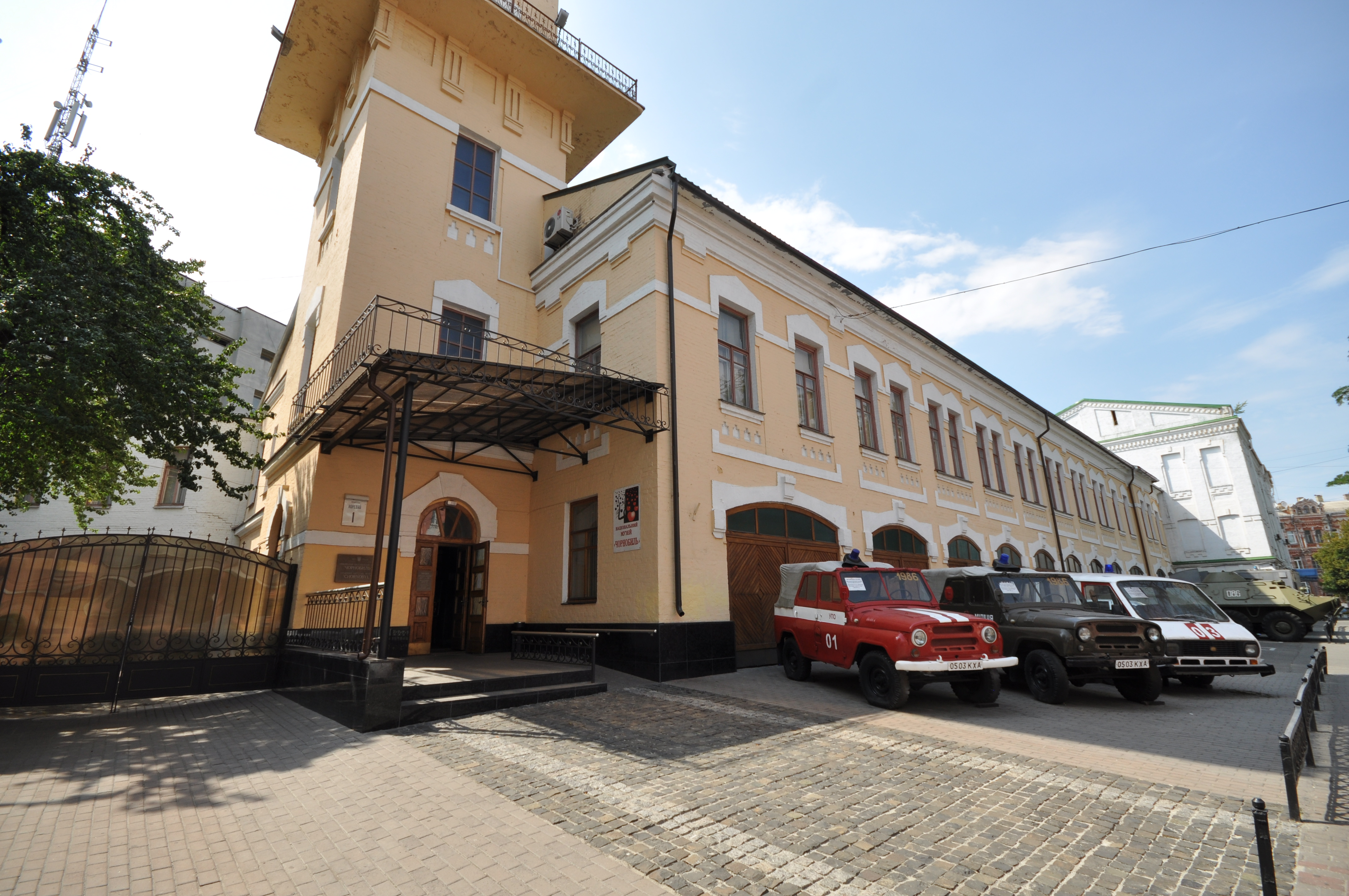
Budynek Muzeum czarnobylskiego (2012)

Ważną rolę odgrywa także Narodowy Kompleks Muzealny Sztuki i Kultury „Mystećkyj Arsenał” – centrum sztuki współczesnej i przestrzeń wystawiennicza, organizująca festiwale i targi kultury. Natomiast Narodowe Muzeum Sztuki im. Bohdana i Warwary Chanenków posiada jednen z największych i najcenniejszych zbiorów sztuki europejskiej, azjatyckiej oraz starożytnej na Ukrainie.
Inne muzea działające w Kijowie:
- Narodowe Muzeum Historii Ukrainy w II Wojnie Światowej
- Dom i muzeum Michaiła Bułhakowa (XIX w.)
- Narodowe Muzeum Hołodomoru-Ludobójstwa
- Narodowe Muzeum Nauki i Historii Naturalnej Narodowej Akademii Nauk Ukrainy
- Narodowe Muzeum „Czarnobyl”
- Muzeum Jednej Ulicy
- Muzeum Wody
- Muzeum historii toalety
- Państwowe Muzeum Zabawek
- Muzeum Książki i Drukarstwa
- Państwowe Muzeum Lotnictwa im. O. K. Antonowa
- Kijów w Miniaturze

### Teatr i muzyka
Miasto ma bogatą tradycję teatralną i muzyczną. Jednym z najważniejszych ośrodków kulturalnych jest Opera Narodowa im. Tarasa Szewczenki, która prezentuje klasyczny repertuar operowy i baletowy, ale również Narodowy Teatr Dramatyczny im. Iwana Franki czy Filharmonia Narodowa Ukrainy. W tej ostatniej odbywają się m.in. Artefakty głosu, które prezentują współczesne interpretacje muzyki klasycznej i eksperymentalnej. Oprócz opery, funkcjonuje tu wiele teatrów dramatycznych oraz scen eksperymentalnych. Teatry takie jak Kijowski Akademicki Teatr Młodzieżowy czy Kijowski Akademicki Teatr Dramatu i Komedii na lewym brzegu Dniepru prezentują zarówno klasykę, jak i nowoczesne podejście do sztuki scenicznej.
Spośród innych teatrów warto wymienić również Narodowy Teatr Dramatyczny im. Iwana Franki, Ukraiński Teatr Dramatyczny im. Łesi Ukrainki czy niezależne Centrum Sztuki Współczesnej „DACH”.
Kijów jest dynamicznym centrum muzycznym, oferującym szerokie spektrum gatunków – od muzyki klasycznej po alternatywną. Miasto gości liczne koncerty w salach koncertowych, klubach oraz na otwartych przestrzeniach, przyciągając zarówno lokalnych artystów, jak i międzynarodowe gwiazdy.
W dziedzinie muzyki klasycznej wyróżnia się Kijowska Orkiestra Symfoniczna (ukr. Київський симфонічний оркестр), której dryguje Luigi Gaggero. Orkiestra regularnie występuje podczas najważniejszych świąt narodowych, takich jak rocznica uchwalenia Konstytucji Ukrainy czy Dzień Niepodległości, prezentując bogaty repertuar ukraińskich kompozytorów.
Kijów jest również gospodarzem Kijowskiego Festiwalu Muzyki – międzynarodowego festiwalu muzyki klasycznej, który od 1990 promuje współczesną muzykę ukraińską w kontekście światowej sztuki. Festiwal odbywa się corocznie od końca września do początku października, prezentując utwory zarówno ukraińskich, jak i zagranicznych kompozytorów. W 2005 oraz w 2017 w Kijowie zorganizowano Konkurs Piosenki Eurowizji, atomiast w 2013 Konkurs Piosenki Eurowizji Junior.
Miasto oferuje także bogatą scenę alternatywną. Miejsca takie jak Art-Zawod Platforma zlokalizowane w dawnej fabryce tekstyliów, przekształcone zostały w kreatywne centra kultury, gdzie odbywają się koncerty, festiwale i targi, takie jak popularny Kurazh Bazar.

### Kultura filmowa

#### Festiwale filmowe
Kijów jest gospodarzem prestiżowego Międzynarodowego Festiwalu Filmowego „Molodist”, który od 1970 promuje twórczość młodych reżyserów. Festiwal prezentuje debiutanckie filmy pełnometrażowe, krótkometrażowe oraz studenckie, przyciągając twórców z całego świata. W 2024 odbyła się 53. edycja tego wydarzenia.
Od 2003 odbywa się festiwal filmów dokumentalnych DocuDays UA, poświęconych tematyce praw człowieka. Celem festiwalu jest promowanie szacunku dla praw człowieka i podstawowych wolności, podkreślanie godności ludzkiej jako najwyższej wartości oraz wspieranie aktywności obywatelskiej i rozwoju kina dokumentalnego. Od 2012 ma miejsce natomiast Kijowski Międzynarodowy Festiwal Filmów Krótkometrażowych, poświęcony krótkometrażowym produkcjom filmowym.
W Kijowie odbywają się również pokazy z okazji cyklu Dni Kina Polskiego na Ukrainie.
Dodatkowo, Kijów gościł XV edycję Odeskiego Międzynarodowego Festiwalu Filmowego, który ze względu na sytuację polityczną przeniósł się do stolicy. Festiwal ten prezentuje szeroki wachlarz filmów europejskich, w tym polskich produkcji.

#### Instytucje filmowe

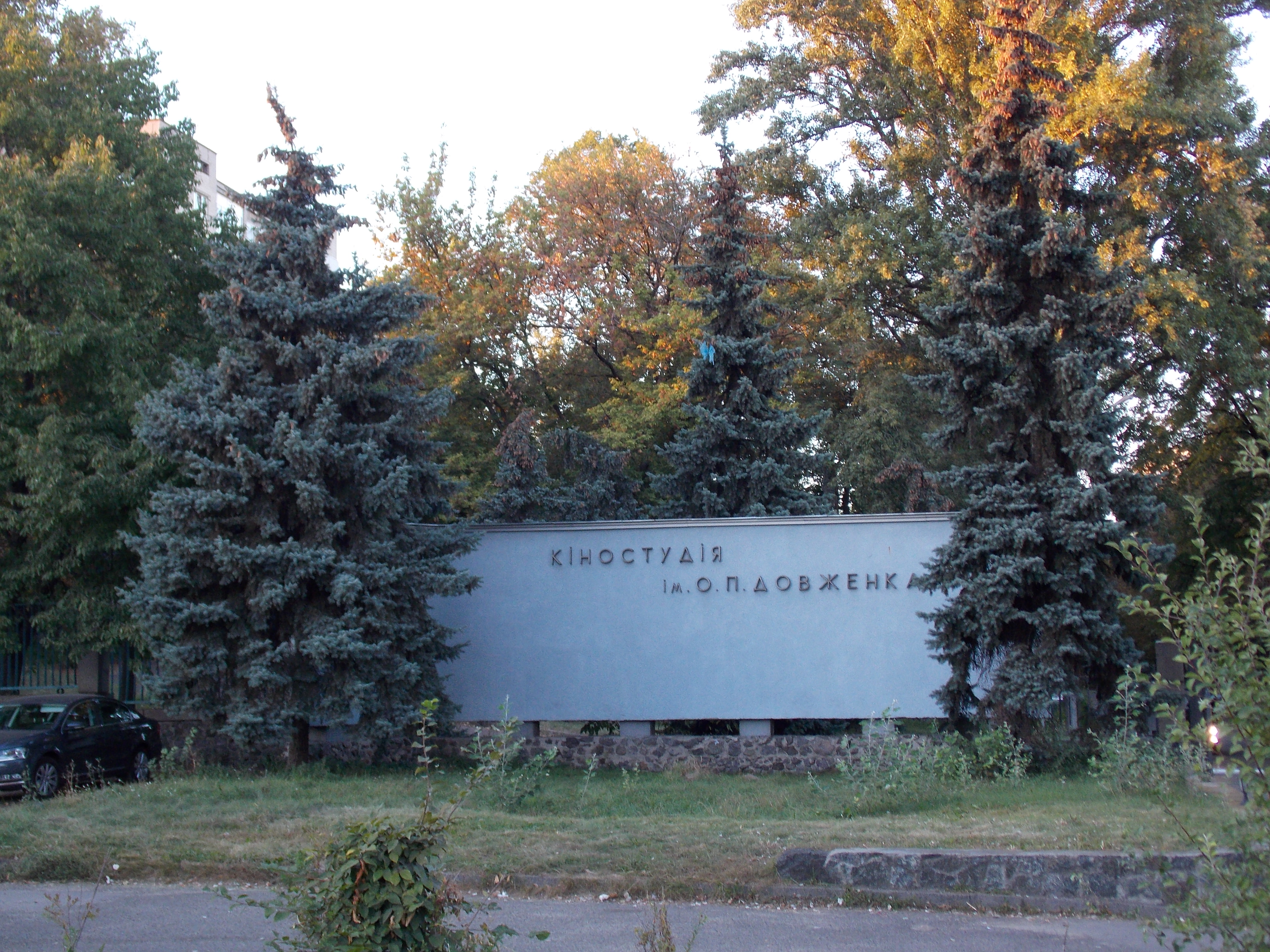
Frontowe ogrodzenie Wytwórni Filmowej im. Ołeksandra Dowżenki (2016)

Nieprzerwanie od 1925 w Kijowie działa Wytwórnia Filmowa im. Ołeksandra Dowżenki. Wraz z Odeską Wytwórnią Filmową, należy do głównych i jedynych państwowych producentów filmowych w kraju.
Centrum Dowżenki to kluczowa instytucja zajmująca się archiwizacją i promocją ukraińskiego dziedzictwa filmowego. Oprócz archiwum filmowego, centrum oferuje muzeum kina, laboratorium do kopiowania materiałów oraz przestrzeń dla wydarzeń artystycznych.
Swoją siedzibę w Kijowie ma również FILM.UA Group, czyli największe pionowo zintegrowane przedsiębiorstwo filmowe w Europie Środkowo-Wschodniej.

#### Kina
Kijów dysponuje licznymi kinami, które odgrywają ważną rolę w życiu kulturalnym miasta. Kino „Żowten” to jedno z najstarszych kin w Kijowie, znane z prezentacji ambitnych filmów artystycznych i dokumentalnych. W czasie festiwali, takich jak „Molodist”, kino to staje się głównym miejscem projekcji.

### Inne
Od 1998 w Kijowie działa Instytut Polski. Realizuje zadania dyplomacji publicznej: dbanie o dobry wizerunek Polski, nawiązywanie i utrzymywanie relacji z dziedziny kultury, edukacji, nauki i życia społecznego. Organizuje wydarzenia kulturalne. Współpracuje z takimi instytucjami jak: Instytut Adama Mickiewicza, Polski Instytut Sztuki Filmowej, Instytut Książki, Instytut Teatralny czy Narodowy Instytut Fryderyka Chopina.
W latach 2007–2022 Kijów był również głównym miejscem organizacji multidyscyplinarnego, międzynarodowego festiwalu sztuki współczesnej i kina Gogolfest.

## Zabytki i atrakcje turystyczne

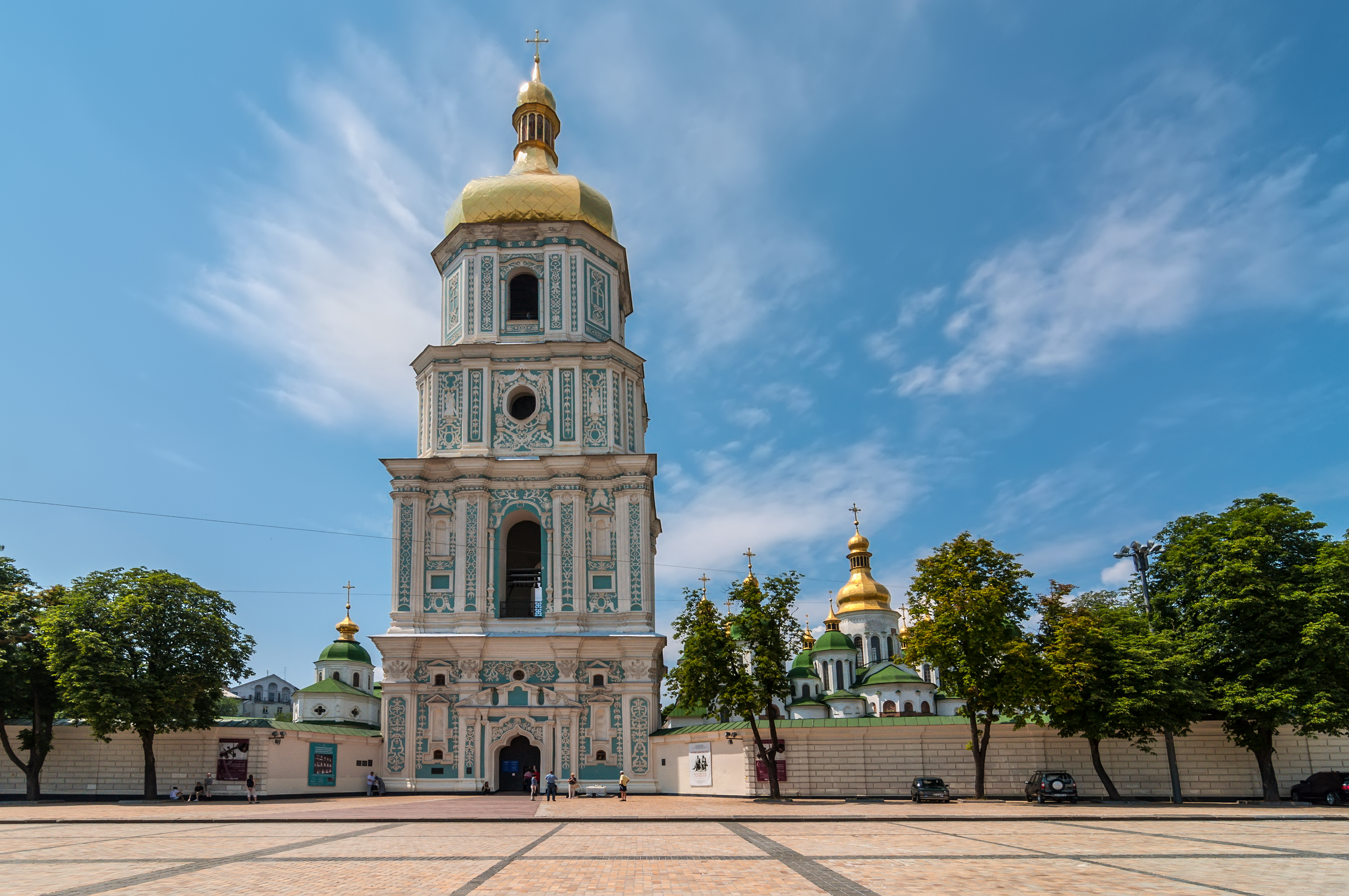
Sobór Mądrości Bożej

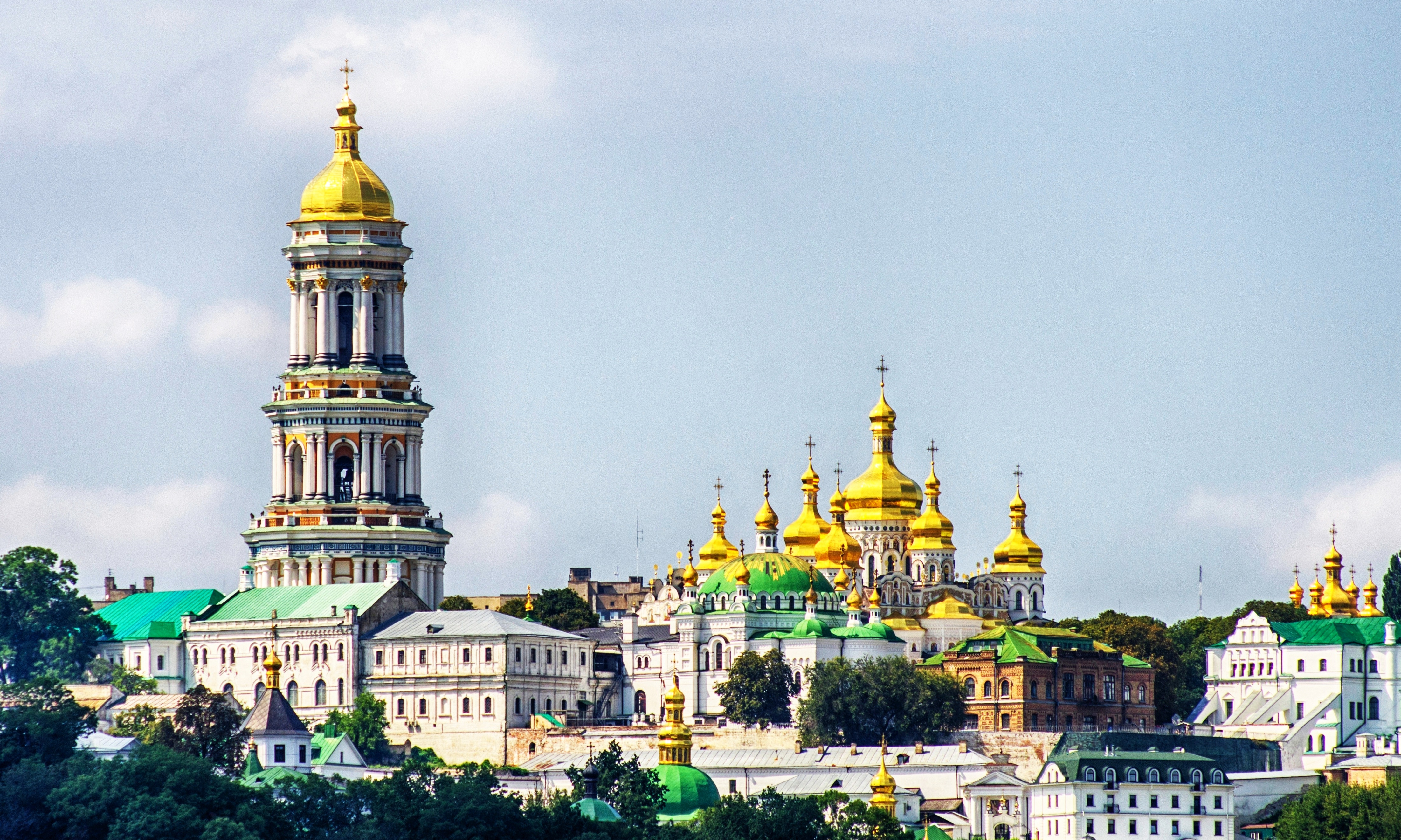
Ławra Peczerska – w tle Dniepr

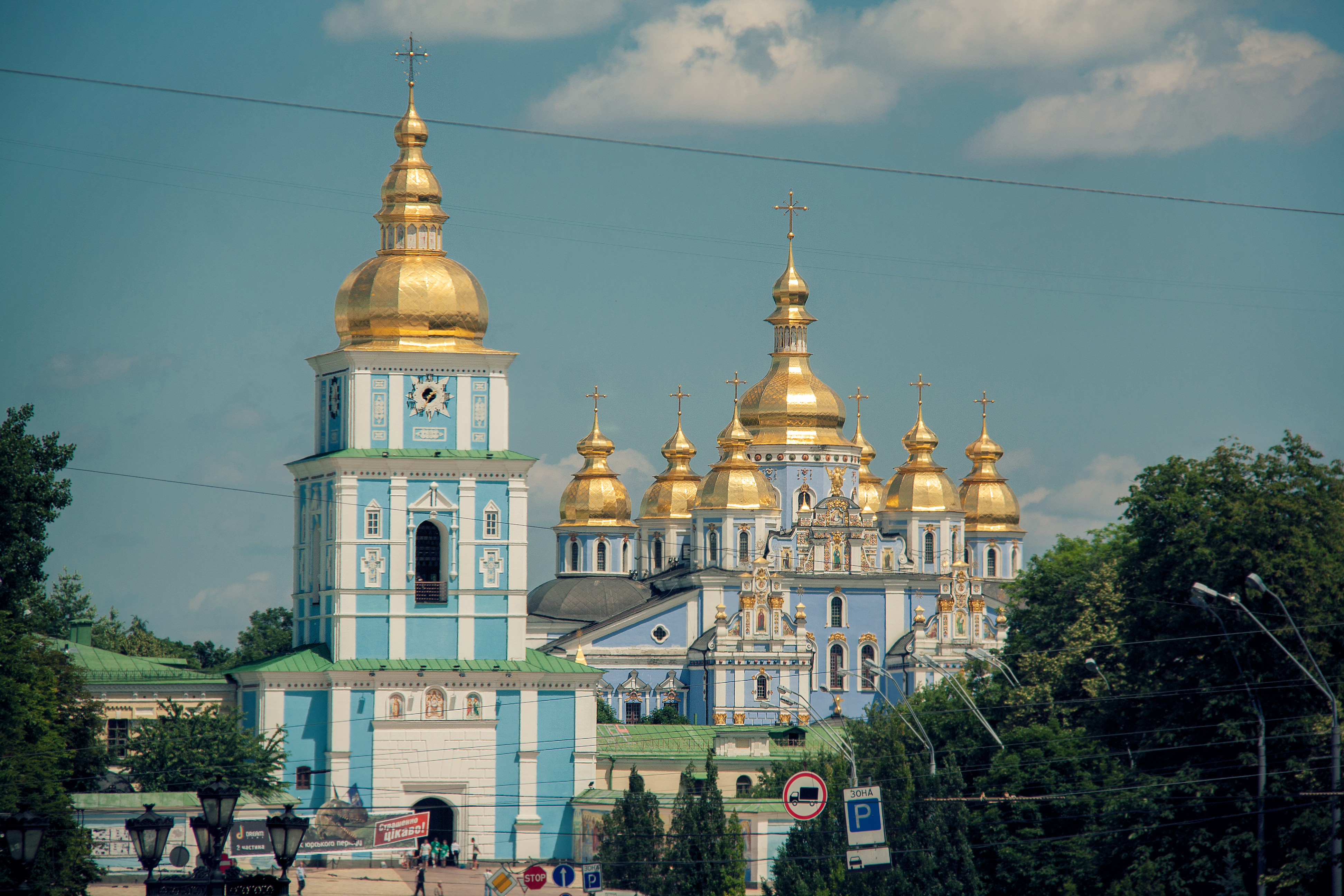
Monaster św. Michała

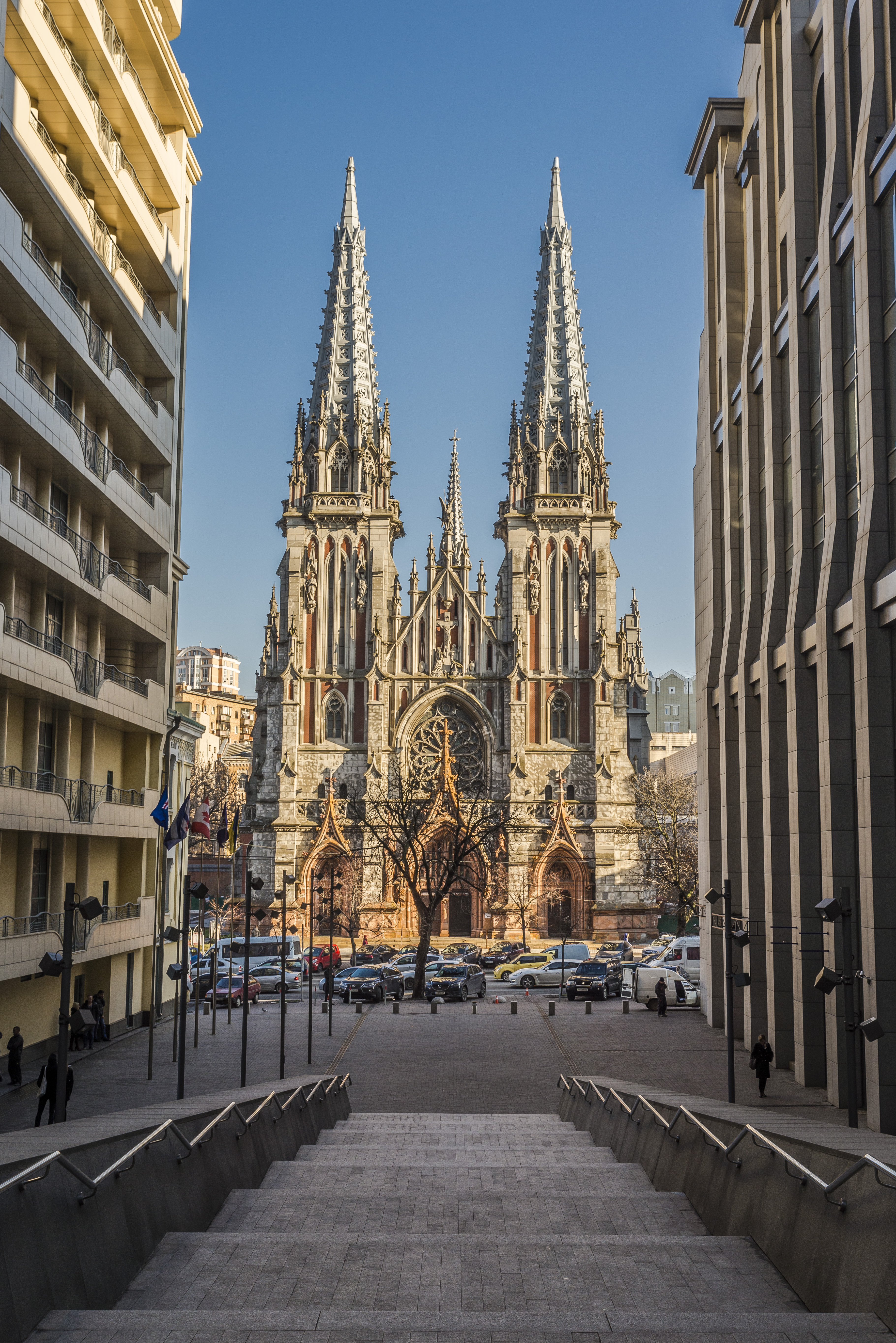
Kościół św. Mikołaja

W 1990 sobór Mądrości Bożej i ławra Peczerska zostały wpisane na listę światowego dziedzictwa UNESCO.
- Sobór Mądrości Bożej (XI, XVIII w.)
- Ławra Peczerska (XVII–XIX w.)
  - Cerkiew nadbramna św. Trójcy z XVIII wieku
  - Sobór Zaśnięcia Matki Bożej (rekonstrukcja)
  - Cerkiew Spaska na Berestowie
- Monaster św. Cyryla z XVIII wieku
- Monaster św. Michała Archanioła o Złotych Kopułach (rekonstrukcja)
- Cerkiew św. Andrzeja (XVIII w.)
- Sobór św. Włodzimierza
- Monaster Wydubicki w Kijowie
- Kościół św. Mikołaja, w stylu neogotyckim
- Kościół św. Aleksandra
- Synagoga Centralna (1897–1898)
- Kienesa karaimska (XX w.)
- Pałac Kłowski
- Złota Brama (Złote Wrota) (rekonstrukcja)
- Socrealistyczna zabudowa Chreszczatyku z XX wieku
- Plac Niepodległości (Majdan)
- Zjazd Andriejewski
- ZOO
- Kwatera na cmentarzu Bajkowa z grobami 114 polskich żołnierzy poległych w wojnie 1920

### Pomniki
- Łuk Wolności Narodu Ukraińskiego
- Pomnik Bohdana Chmielnickiego w Kijowie
- Matka Ojczyzna
- Pomnik Tarasa Szewczenki w Kijowie
- Pomnik Niepodległości
- Aleja Odwagi
- Pomnik ofiar wielkiego głodu
- Polski Cmentarz Wojenny w Kijowie-Bykowni
- Menora, pomnik w Babim Jarze
- Pomnik ku czci zamordowanych w Babim Jarze
- Tablica pamiątkowa ku czci powstańców styczniowych straconych w 1863 w Kosym Kaponierze

### Skanseny
- Skansen w Pirogowie (pod Kijowem)

## Oświata i nauka
W 2024 r. w Kijowie funkcjonowały 590 ogólnokształcące szkoły średnie, 20 szkół zawodowych, a także 743 placówek edukacji przedszkolnej.

### Uczelnie

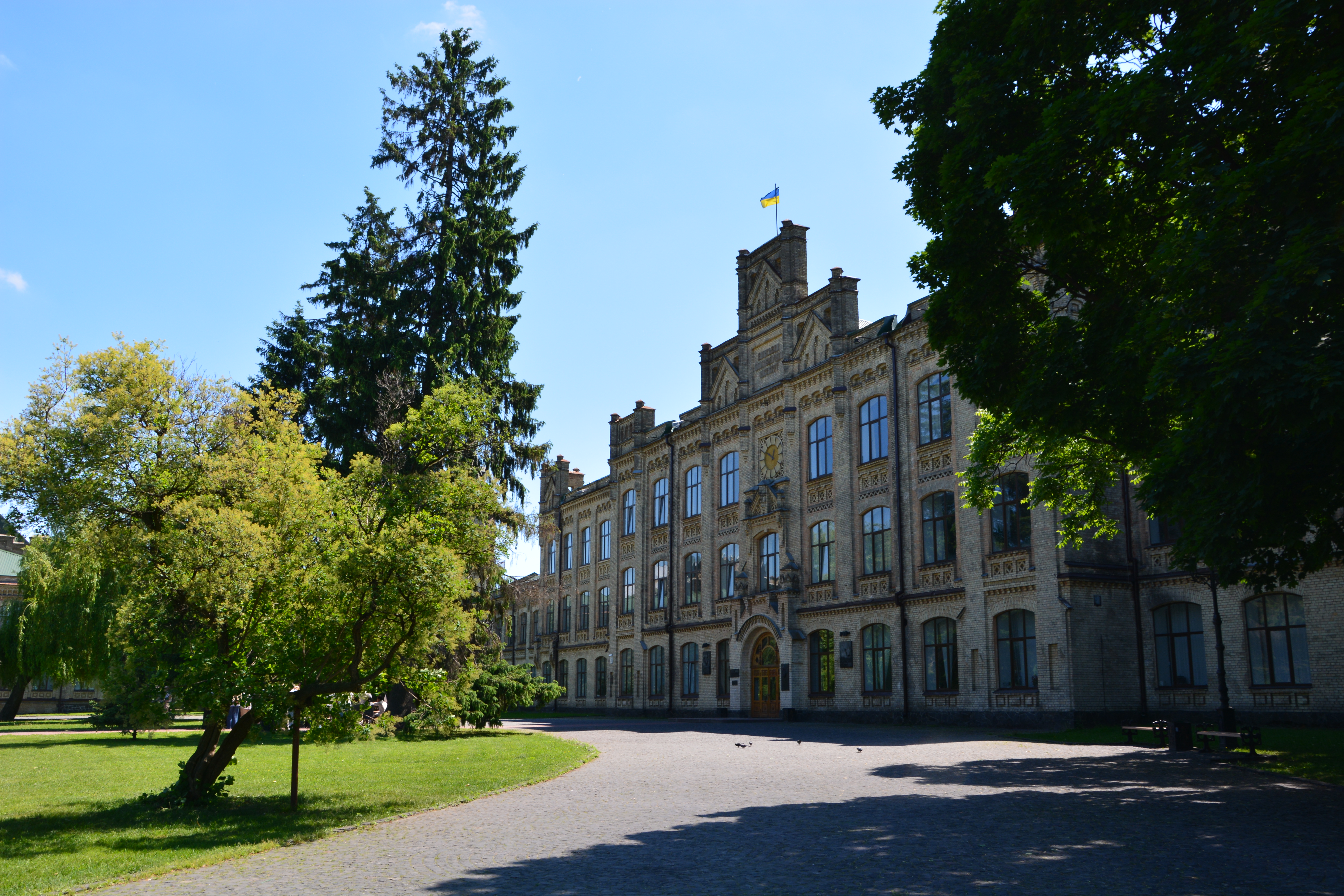
Narodowy Uniwersytet Techniczny Ukrainy Politechnika Kijowska

W 2024 w Kijowie działały 83 szkoły wyższe, na których studiowało łącznie ponad 281 tys. osób. Wśród najbardziej znanych uczelni można wymienić:
- Kijowski Uniwersytet Narodowy im. Tarasa Szewczenki
- Uniwersytet Narodowy „Akademia Kijowsko-Mohylańska”
- Narodowy Uniwersytet Techniczny Ukrainy Politechnika Kijowska
- Kijowski Narodowy Uniwersytet Ekonomiczny im. Wadyma Hetmana
- Kijowski Narodowy Uniwersytet Handlu i Ekonomii
- Narodowy Uniwersytet Medyczny im. Ołeksandra Bohomołcia
- Ukraiński Państwowy Uniwersytet im. Mychajła Drahomanowa(inne języki)
- Kijowski Narodowy Uniwersytet Budownictwa i Architektury
- Państwowy Uniwersytet Lotnictwa(inne języki)
- Kijowski Narodowy Uniwersytet Kultury i Sztuki
- Kijowski Państwowy Lingwistyczny Uniwersytet(inne języki)
- Narodowy Uniwersytet Biozasobów i Zarządzania Naturą Ukrainy
- Narodowy Uniwersytet Ochrony Zdrowia im. Płatona Szupyka(inne języki)
- Ukraińska Narodowa Akademia Muzyczna
- Narodowy Uniwersytet Wychowania Fizycznego i Sportu Ukrainy
- Ukraiński Państwowy Uniwersytet Przemysłu Spożywczego(inne języki)
- Narodowy Uniwersytet Transportu
- Kijowski Uniwersytet Slawistyczny(inne języki)
- Wyższy Instytut Nauk Religijnych św. Tomasza z Akwinu

Kijów jest również siedzibą Akademii Nauk Ukrainy.

### Biblioteki
W Kijowie znajduje się wiele bibliotek, spośród których największą i najważniejszą jest Biblioteka Narodowa Ukrainy im. W.I. Wiernadskiego. Pełni ona funkcję głównej biblioteki naukowej kraju oraz centrum informacji naukowej, a zarazem należy do największych bibliotek narodowych na świecie. Biblioteka jest powiązana z Akademią Nauk Ukrainy jako biblioteka depozytowa i pełni rolę archiwum Akademii.
W zbiorach Biblioteki Narodowej im. W.I. Wiernadskiego znajduje się największa na świecie kolekcja żydowskiej muzyki ludowej nagranej na cylindrach woskowych Edisona. Kolekcja ta, zatytułowana Jewish Musical Folklore (1912-1947), została w 2005 wpisana na listę programu UNESCO „Pamięć Świata”.
W mieście funkcjonuje również założona w 1866 Biblioteka Narodowa Ukrainy im. Jarosława Mądrego, która od 1994 funkcjonuje jako biblioteka narodowa.

## Sport

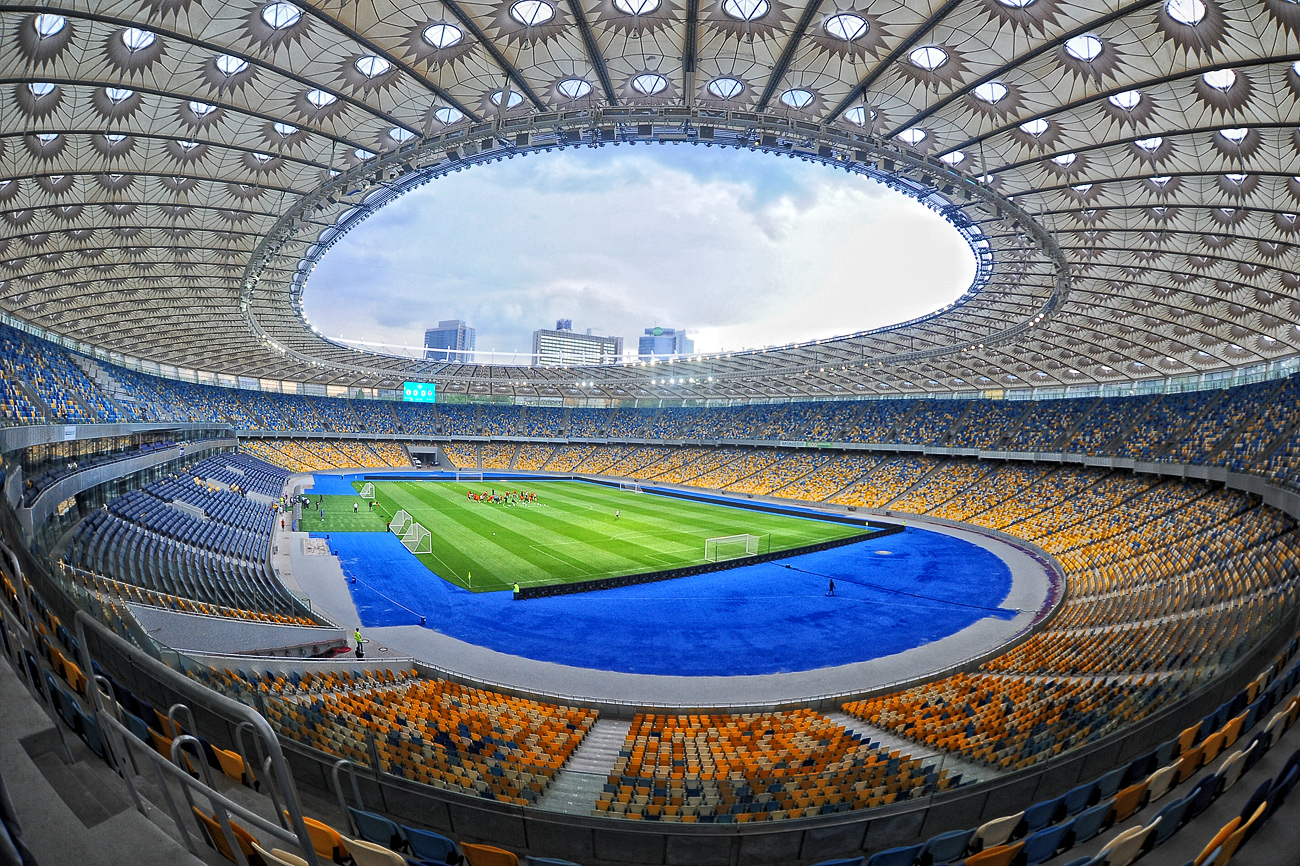
Stadion Olimpijski

Miasto, jako stolica, jest również sportowym centrum Ukrainy. Najbardziej znanym klubem Kijowa jest Dynamo, wielokrotny mistrz Ukrainy, a wcześniej również i Związku Radzieckiego. Klub ten dwukrotnie zdobył również Puchar Zdobywców Pucharów, występował także w Lidze Mistrzów. Poza Dynamem działa tu jeszcze wiele klubów zarówno piłkarskich, jak i reprezentujących inne dyscypliny sportu. Corocznie rozgrywane są tutaj memoriały Wiktora Bannikowa i Walerego Łobanowskiego. W 2012 w Kijowie odbył się mecz finałowy EURO 2012.

## Miasta partnerskie
Miasta partnerskie Kijowa:

- Ankara, Turcja (10.02.1993)
- Aszchabad, Turkmenistan (14.05.2001)
- Ateny, Grecja (12.11.1996)
- Baku, Azerbejdżan (12.09.1997)
- Belgrad, Serbia (4.06.2002)
- Berlin, Niemcy (6.06.2017)
- Biszkek, Kirgistan (2.10.1997)
- Brasília, Brazylia (5.09.2000)
- Bratysława, Słowacja (3.04.1969)
- Bruksela, Belgia (8.12.1997)
- Budapeszt, Węgry (19.10.1993)
- Buenos Aires, Argentyna (7.09.2000)
- Chicago, Stany Zjednoczone (17.06.1991)
- Dżakarta, Indonezja (30.05.2005)
- Edynburg, Wielka Brytania (17.07.1989)
- Erywań, Armenia (14.09.1995)
- Genewa, Szwajcaria (29.09.2003)
- Florencja, Włochy (27.07.1967)
- Hawana, Kuba (21.02.1994)
- Helsinki, Finlandia (12.03.1993)
- Jerozolima, Izrael (20.02.2000)
- Kioto, Japonia (7.09.1971)
- Kiszyniów, Mołdawia (1.10.1993)
- Kraków, Polska (19.02.1993)
- Lima, Peru (14.10.2005)
- Lipsk, Niemcy (7.10.1956)
- Lizbona, Portugalia (26.10.2000)
- Monachium, Niemcy (6.10.1989)
- Meksyk, Meksyk (25.09.1997)
- Astana, Kazachstan (11.06.1998)
- Odense, Dania (22.04.1989)
- Osz, Kirgistan
- Paryż, Francja (7.11.1992)
- Pekin, Chińska Republika Ludowa (13.12.1993)
- Pretoria, Południowa Afryka (5.10.1993)
- Rio de Janeiro, Brazylia (4.09.2000)
- Ryga, Łotwa (29.05.1998)
- Rzym, Włochy (2.11.1999)
- Santiago, Chile (5.08.1998)
- Sofia, Bułgaria (11.09.1997)
- Suzhou, Chińska Republika Ludowa (14.06.2005)
- Sztokholm, Szwecja (24.03.1999)
- Tallinn, Estonia (7.12.1994)
- Tampere, Finlandia (30.12.1954)
- Taszkent, Uzbekistan (16.01.1998)
- Tbilisi, Gruzja (29.05.1999)
- Toronto, Kanada (29.07.1991)
- Trypolis, Libia (29.05.2001)
- Tuluza, Francja (9.06.1975)
- Warszawa, Polska (4.02.1994)
- Wuhan, Chińska Republika Ludowa (19.10.1990)
- Wiedeń, Austria (26.05.1992)
- Wilno, Litwa (21.06.1991)

### Byłe miasta partnerskie
- Mińsk, Białoruś (5.07.1997–2022[121])